# Памятники природы Свердловской области

## Список памятников
Перечень памятников природы областного значения, утвержденных Правительством Свердловской области:
| №                                                                 | Наименование памятника природы                                                                                                 | Площадь, га              | Местонахождение памятника природы | Краткая характеристика |
| Памятники природы МО Город Алапаевск и Алапаевского района        | |                          | | |
| 1                                                                 | Камни Старики | 6                        | Алапаевский лесхоз, Алапаевское лесничество, кв. 73. На берегу реки Нейвы | Геоморфологический памятник природы. Две известняковые скалы оригинальной формы, покрытые лесом. Средняя высота 18-20 метров |
| 2                                                                 | Камень Основанский | 5                        | Алапаевский лесхоз, Коптеловское лесничество, кв. 29. Правый берег реки Реж между д. Таборы и с. Коптелово | Ботанико-геоморфологический памятник природы. Обнажения различных горных пород, покрытые лесом. |
| 3                                                                 | Камень Крутой | 5                        | Алапаевский лесхоз, Коптеловское лесничество, кв. 36. Правый берег реки Реж между д. Таборы и Ермаки | Ботанико-геоморфологический памятник природы. Известняковые обнажения высотой 15-20 метров. Столбовидный утес с пещерой на высоту 15 метров |
| 4                                                                 | Камень Шайтан | 4                        | Алапаевский лесхоз, Алапаевское лесничество, кв. 90. В 2-х км от п. Зыряновский на берегу р. Нейвы | Геологический и геоморфологический памятник природы. Причудливые высокие скалы |
| 5                                                                 | Группа старинных копей: Харина, Поцелуиха, Никольская, Жердовница                                                              | 150                      | Алапаевский лесхоз, Нейво-Шайтанское лесничество, кв. 94, 95, 101. В 10 км к северо-востоку от д. Мурзинка | Геологический и геоморфологический памятник природы. Старинные самоцветные копи. Место геологических экскурсий |
| 6                                                                 | Группа старинных копей: Липовка, Делянка, Артюхина яма, Под ельником, Большая и Малая Тележница                                | 300                      | Алапаевский лесхоз, Нейво-Шайтанское лесничество, кв. 61, 62, 68. На водоразделе между ручьями Круглый Лог и Калинка, в 5 км от д. Нижняя                                                                                  | Геологический и геоморфологический памятник природы. Старинные самоцветные копи. Место геологических экскурсий |
| 7                                                                 | Рудник Кокуй | 3                        | В черте г. Алапаевска, между ул. Чайковского, Володарского и Колмогорова | Геологический и геоморфологический памятник природы. Старинный затопленный рудник по добыче железной руды. Разрабатывался в XIX-XX веках. Место краеведческих экскурсий и отдыха                                                                            |
| 8                                                                 | Камни Семь братьев | 10                       | На территории курорта «Самоцвет» | Геологический и геоморфологический памятник природы. Скалы их светлых и светло-серых известняков с наличием карстовых форм, высотой 25-30 метров. Место туризма и отдыха                                                                                    |
| 9                                                                 | Ключевские сероводородные источники                                                                                            | 0,1                      | Алапаевский лесхоз, Глубковское лесничество, сельхозугодья | Гидрологический, геоморфологический памятник природы. Выход серных источников |
| 10                                                                | Камень Писаный (Исаковская писаница)                                                                                           | 5                        | Алапаевский лесхоз, Коптеловское лесничество, кв. 36. Около с. Коптелово на берегу реки Реж | Комплексный (исторический, ботанический, геологический) памятник природы. Отдельные скалы высотой 30-35 метров с многочисленными рисунками бронзового века                                                                                                  |
| 11                                                                | Мугайские припоселковые кедровники                                                                                             | 95                       | Алапаевский лесхоз, Мугайское лесничество, кв. 19, 50, 28 | Ботанический памятник природы. Участки старых (более 150 лет) припоселковых кедровников |
| 12                                                                | Кишкинские припоселковые кедровники                                                                                            | 428                      | Алапаевский лесхоз, Кишкинское лесничество, кв. 3, 4, 6, 7, 10, 18, 23, 24 | Ботанический памятник природы. Участки старых (более 150 лет) припоселковых кедровников |
| 13                                                                | Махнёвские припоселковые кедровники                                                                                            | 276                      | Алапаевский лесхоз, Махневское лесничество, кв. 30, 31, 3, 33, 38, 39, 42, 46 | Ботанический памятник природы. Участки старых (более 150 лет) припоселковых кедровников |
| 14                                                                | Болото Куликовское | 195                      | Алапаевский лесхоз, Кировское лесничество, кв. 17. В 8,5 км на юго-восток от д. Городище. 18 км на северо-восток от г. Алапаевска                                                                                          | Ботанический и гидрологический памятник природы. Верховое переходное болото. Истоки местных ручьев и рек. Место произрастания клюквы и лекарственных растений                                                                                               |
| 15                                                                | Болото Шмаковское | 475                      | Алапаевский лесхоз, Махневское лесничество, кв. 28, 29. На левобережном склоне реки Тагил, в 3-х км на запад от д. Махнево                                                                                                 | Ландшафтный памятник природы. Верховое сосново-сфагновое болото с истоками рек. Место произрастания клюквы и лекарственных растений |
| Памятники природы Артёмовского городского округа                  | |                          | | |
| 1                                                                 | Камень Писаный | 10                       | Артёмовский лесхоз, Красногвардейское лесничество, кв. 31, около с. Писанец, в 21 км от г. Артёмовского | Геоморфологический, ботанический и археологический памятник природы. Известняковая скала на берегу р. Ирбитка. Знаки, написанные в несколько рядов древним человеком. Комплекс скальной флоры                                                               |
| 2                                                                 | Камень Мантуров | 12,7                     | Артёмовский лесхоз, совхоз Мироновский, Егоршинское лесничество, кв. 8, с. Мантурово, левый берег р. Реж | Геоморфологический, ботанический и археологический памятник природы. Скальная горно-степная флора на известняковых скалах с травянистыми эндемиками и реликтами                                                                                             |
| 3                                                                 | Озеро Белое с охранной зоной                                                                                                   | 510                      | В 22 км от станции Егоршино | Ландшафтный памятник природы |
| 4                                                                 | Калининский ключ с охранной зоной                                                                                              | 1                        | В черте пос. Красногвардейский | Гидрологический памятник природы. Выход чистой родниковой воды. Место отдыха |
| 5                                                                 | Шайтанская канава | 7,2                      | Егоршинский лесхоз, Красногвардейское лесничество, кв. 172, 171, 154, 155, 156, 139, 140, 124, 106 | Гидрологический, исторический памятник природы. Канал, соединяющий озеро Ирбитское с Шайтанским прудом, создан в XVIII веке |
| Памятники природы Артинского городского округа                    | |                          | | |
| 1                                                                 | Каменный ложок | 2                        | Артинский лесхоз, Артинское лесничество, кв. 132. Правый берег реки Уфа, в 2 км ниже д. Комарово | Геомофологический памятник природы. Оригинальное отложение горных пород: песчаников и конгломератов |
| 2                                                                 | Березовская дубрава | 132,4                    | Артинский лесхоз, Поташкинское лесничество, кв. 3, 4, 5, 6, 7, 10. Вблизи д. Березовка | Ботанический памятник природы. Крайняя восточная граница ареала дуба черешчатого в России |
| 3                                                                 | Поташкинская дубрава |                          | Артинский лесхоз, Поташкинское лесничество, кв.14. Вблизи д. Поташка | Ботанический памятник природы. Крайняя восточная граница ареала дуба черешчатого в России |
| 4                                                                 | Участок елово-пихтовых древостоев в окрестностях с. Азигулово в пойме реки Уфа                                                 | 1,4                      | Артинский лесхоз, Артинское лесничество, кв. 1. В окрестностях с. Азигулово в пойме р. Уфа | Ботанический памятник природы. Высокопродуктивное насаждение темнохвойных пород. Необычная форма пихты с сизой хвоей |
| 5                                                                 | Горные ковыльные степи | 37                       | Вблизи д. Верхний и Нижний Бардым | Ботанический памятник природы. Остатки степной растительности. Горные ковыльные степи на возвышенности |
| 6                                                                 | Участок горных ковыльных степей                                                                                                | 10                       | В окрестностях с. Новый Златоуст | Ботанический памятник природы. Хорошо сохранившийся участок горных степей |
| 7                                                                 | Участок культурной посадки женьшеня                                                                                            | 0,1                      | Деревня Комарово Артинского района | Ботанический памятник природы. Посажен жителем деревни Комарово С.М. Сыропятовым |
| 8                                                                 | Гора Кашкабаш (Романов увал)                                                                                                   | 630                      | Артинский лесхоз, Артинское лесничество, кв. 102-103, в 2 км от с. Курки | Геологический памятник природы. Место открытия и описания А.П.Карпинским артинского яруса нижнего отдела пермской системы |
| Памятники природы МО Город Арамиль                                | |                          | | |
| 1                                                                 | Исетский бор | 198                      | У деревни Поварня | Ботанический памятник природы. Живописная сосновая роща |
| Памятники природы МО Город Асбест                                 | |                          | | |
| 1                                                                 | Скалы Сорочьи | 1,5                      | Асбестовский лесхоз, Асбестовское лесничество, кв. 30 | Геоморфологический памятник природы. Гранитные скалы с характерной матрацевидной отдельностью по левому берегу реки Большой Рефт |
| 2                                                                 | Малышевский естественный кедровник                                                                                             | 2,6                      | Асбестовский лесхоз, Малышевское лесничество, кв. 29 | Ботанический памятник природы. Кедровые древостои в возрасте 160-170 лет вне ареала |
| 3                                                                 | Культуры сосны | 9,4                      | Асбестовский лесхоз, Малышевское лесничество, кв. 113 | Ботанический памятник природы. Ценный объект лесокультурной деятельности человека |
| 4                                                                 | Липовая роща | 6,5                      | Асбестовский лесхоз, Малышевское лесничество, кв. 3 | Ботанический памятник природы. Живописная роща. Редкое естественное насаждение (липы в возрасте 80 лет) |
| 5                                                                 | Озеро Чёрное с окружающими лесами                                                                                              | 50                       | Асбестовский лесхоз, Малышевское лесничество, кв. 119, 132 | Гидрологический памятник природы. Водоём с чистой водой |
| 6                                                                 | Болото Чёрное | 389                      | Асбестовский лесхоз, Малышевское лесничество. Вокруг озера Черное, в 1 км на северо-запад от р.п. Изумруд | Ботанический и гидрологический памятник природы. Верховое болото с участками клюквенников |
| Памятники природы Байкаловского района                            | |                          | | |
| 1                                                                 | Вязовые лески | Точечное местонахождение | Байкаловский лесхоз, Еланское лесничество, кв. 21. В окрестностях с. Елань в пойме реки Ница | Ботанический памятник природы. Местонахождение вяза гладкого на восточном пределе его ареала в России |
| 2                                                                 | Болото У рямков | 44                       | На левобережной надпойменной террасе реки Ницца у деревни Боровикова, в 28 км на северо-восток от р.п. Байкалово | Сосново-сфагновое болото с участками клюквенников |
| Памятники природы Белоярского района                              | |                          | | |
| 1                                                                 | Гора Крутая и покрывающие её леса у с. Черноусово                                                                              | 50                       | Свердловский лесхоз, Черноусовское лесничество, кв. 12, 13, у села Черноусово | Геологический, морфологический и ботанический памятник природы |
| 2                                                                 | Базальтовые скалы на реке Исеть у села Колюткино                                                                               | 5                        | Свердловский лесхоз, Черноусовское лесничество, кв. 10, у с. Черноусово | Геологический памятник природы. Участок долины реки Исеть со скалами оригинальной формы. Место отдыха |
| 3                                                                 | Белоярский сосновый бор | 598,94                   | Свердловский лесхоз, Белоярское лесничество, кв. 54, 50, 55, 58, 59, 60, 61. Поселковая черта р.п. Белоярский | Ботанический памятник природы. Высокопродуктивное сосновое насаждение. Место отдыха |
| 4                                                                 | Урочище Рыбки | 35                       | У села Косулино | Ботанический памятник природы. Живописная сосновая роща |
| 5                                                                 | Болото Морошка | 41                       | Свердловский лесхоз, Режиковское лесничество, кв. 85. На левобережном склоне реки Пышмы. В 2 км на северо-восток от п. Заречный                                                                                            | Ботанический памятник природы. Верховое сфагновое болото, место произрастания лекарственных растений |
| 6                                                                 | Болото Каменское-III | 364                      | Свердловский лесхоз, Режиковское лесничество, кв. 7, 8, 29, 30, 31 на восточном склоне к Белоярскому водохранилищу. В 11 км северо-западнее пос. Белоярский                                                                | Ботанический памятник природы. Лесное с ольхой болото, место произрастания лекарственных растений |
| Памятники природы Берёзовского городского округа                  | |                          | | |
| 1                                                                 | Крокоитовый шурф | 0,5                      | Кв. 8 городских лесов Берёзовского городского округа | Минералогический памятник природы. Редчайшее в мире проявление крокоита |
| 2                                                                 | Шиловский пруд | 150                      | Берёзовский лесхоз. Берёзовское лесничество, кв. 50, 65, 54. Старопышминское лесничество, кв. 93. Черта г. Берёзовского | Гидрологический памятник природы |
| 3                                                                 | Сероводородный фонтанирующий источник                                                                                          | 0,2                      | Около посёлка Сарапулка | Гидрологический памятник природы. Целебный источник, впадающий в р. Марман |
| 4                                                                 | Старопышминские горные степи                                                                                                   | 15                       | Черта посёлка Старопышминск на правом берегу реки Пышмы, по границе Берёзовского лесхоза, Старопышминского лесничества, кв. 93, 94                                                                                         | Ботанический и геоморфологический памятник природы. Комплекс редкой степной флоры и остепнённые боры на скалистых обнажениях змеевиков Пышминского габбрового массива                                                                                       |
| 5                                                                 | Три кедра | 0,5                      | Черта г. Берёзовского | Ботанический памятник природы. Кедры вне ареала |
| 6                                                                 | Берёзовский бор | 50                       | На восточной окраине г. Берёзовского | Ботанический памятник природы. Высокопродуктивное сосновое насаждение. Место отдыха |
| Памятники природы Богдановичского района                          | |                          | | |
| 1                                                                 | Болото у озера Кукуян | 25                       | Богдановичский лесхоз. На запад от села Бараба | Ботанический и гидрологический памятник природы. Низменное осоковое болото на склоне оз. Кукуян. Регулятор озера |
| 2                                                                 | Болото Исток | 29                       | Богдановичский лесхоз, Кунарское лесничество, кв. 2. В 4 км юго-восточнее д. Мелехина | Ботанический и гидрологический памятник природы. Низинное болото. Водоохранная зона озера Куртугуз |
| 3                                                                 | Болото Ольховское | 991                      | Сухоложский лесхоз, Грязновское лесничество, кв. 8-11, 22-24. В 6 км северо-восточнее р. Чудова | Ландшафтный памятник природы. Низинное болото, место произрастания лекарственных растений. Исток р. Ольховки, притока реки Пышмы |
| 4                                                                 | Болото Волчье | 28                       | Сухоложский лесхоз, Грязновское лесничество, кв. 7. В 8 км северо-восточнее д. Чудова | Ботанический памятник природы. Олиготрофное, сосново-сфагновое болото с участками клюквенников |
| 5                                                                 | Болото Малое | 156                      | Богдановичский лесхоз, Ильинское лесничество, кв. 13. В 4 км северо-восточнее с. Гарашкинское | Ботанический памятник природы. Олигомезо-эвтрофное, водораздельное, редкое для района болото. Место произрастания клюквенников |
| Памятники природы городского округа Верхняя Пышма                 | |                          | | |
| 1                                                                 | Скалы Петра Гронского | 104                      | Учебное и научно-производственное комплексное государственное лесохозяйственное предприятие Уральской государственной лесотехнической академии. Верх-Исетское лесничество, кв. 24                                          | Геоморфологический, ботанический памятник природы. Интенсивные формы выветривания. Комплекс скальной флоры |
| 2                                                                 | Озеро Балтым с окружающими лесами                                                                                              | 942,2                    | Уралмашевский лесхоз, Балтымское лесничество, кв. 57-59, 61, 62. Верхнепышминское лесничество, кв. 39, 41, 45 | Гидрологический памятник природы. Живописный водоем с чистой водой |
| 3                                                                 | Участки хвойных лесов с примесью кедра сибирского                                                                              | 9,2                      | Уралмашевский лесхоз, Среднеуральское лесничество, кв. 2, 6, 9. Верхнепышминское лесничество, кв. 13. Окрестности озера Исетского                                                                                          | Ботанический памятник природы. Деревья кедра сибирского на южном пределе ареала в Зауралье |
| 4                                                                 | Болото Шитовской Исток | 883                      | Учебное и научно-производственное комплексное государственное лесохозяйственное предприятие Уральской государственной лесотехнической академии. Студенческое лесничество, кв. 4, 9, 13, 14, 17. Западнее деревни Мурзинка  | Ландшафтный памятник природы. Имеет три стадии развития |
| Памятники природы Верхнесалдинского района                        | |                          | | |
| 1                                                                 | Скала Балабан | 10                       | На правом берегу реки Тагил | Геоморфологический, ботанический и археологический памятник природы. Комплекс скальной флоры |
| 2                                                                 | Скала Соколиный камень | 10                       | Салдинский лесхоз, Басьяновское лесничество, кв. 189. На левом берегу реки Тагил | Геоморфологический, ботанический и археологический памятник природы. Комплекс скальной флоры |
| 3                                                                 | Камень Караульный | 10                       | На левом берегу реки Тагил | Геоморфологический и ботанический памятник природы. Комплекс скальной флоры |
| 4                                                                 | Гора Кислая | 10                       | На левом берегу реки Тагил | Геоморфологический и ботанический памятник природы. Комплекс скальной флоры |
| 5                                                                 | Гора Звонковая | 10                       | На левом берегу реки Тагил | Геоморфологический, ботанический и археологический памятник природы. Комплекс скальной флоры |
| 6                                                                 | Скала Утес | 10                       | Салдинский лесхоз, кв. 194. На левом берегу реки Тагил | Геоморфологический и ботанический памятник природы |
| 7                                                                 | Пещера Кваршинская | 2,5                      | правый берег р. Тагил, напротив устья реки Поперечная | Геолого-геоморфологический памятник природы. Небольшая карстовая пещера. Место туризма |
| 8                                                                 | Верхнесалдинский пруд | 246                      | Черта г. Верхняя Салда | Гидрологический памятник природы. Живописный водоем. Место отдыха |
| 9                                                                 | Нижнесалдинский пруд | 520                      | Черта г. Нижняя Салда | Гидрологический памятник природы. Живописный водоем. Место отдыха |
| 10                                                                | Исинский пруд | 330                      | Черта г. Верхняя Салда | Гидрологический памятник природы. Живописный водоем. Место отдыха |
| 11                                                                | Нижнесалдинская кедровая роща                                                                                                  | 27                       | Черта г. Нижняя Салда | Ботанический памятник природы. Окультуренный старый кедровник (100-150 лет) |
| 12                                                                | Ломовской сад | 128,1                    | Нижнесалдинский лесхоз, Верхнесалдинское лесничество, кв. 39 | Ботанический памятник природы. Памятник лесокультурной деятельности человека. Посажен в 1910 году |
| 13                                                                | Болото Взвознинское | 247                      | Нижнесалдинский лесхоз, Верхнесалдинское лесничество, кв. 9, 12-13. В междуречье Леневки и Тагила. В 6 км на юго-запад от п. Моховое                                                                                       | Ботанический памятник природы. Олиготрофное сосново-сфагновое болото с клюквенником |
| Памятники природы городского округа Верхотурский                  | |                          | | |
| 1                                                                 | Камень Дыроватый | 5                        | Верхотурский лесхоз, Вологинское лесничество, кв. 30. Левый берег реки Туры в 3 км от деревни Карелина | Геоморфологический, ботанический памятник природы. Прибрежные известняковые скалы. Редкие растения |
| 2                                                                 | Скалы Кликун-камень на берегу реки Туры                                                                                        | 5                        | Верхотурский лесхоз, Верхотурское лесничество, кв. 68. На реке Тура около города Верхотурье вблизи р. Неремка | Геоморфологический памятник природы. Прибрежные скалы оригинальной формы на реке Туре |
| 3                                                                 | Вязовые уремные леса | 4,2                      | Верхотурский лесхоз, Красногорское лесничество, кв. 28. В пойме р. Тура от с. Красногорское до с. Отрадново | Ботанический памятник природы. Крайняя северо-восточная граница ареала вяза гладкого в области и России |
| 4                                                                 | Усть-Салдинский кедровник | 31,7                     | Верхотурский лесхоз, Красногорское лесничество, кв. 21. Между с. Усть-Салда и д. Окулово | Ботанический памятник природы. Припоселковый кедровник |
| 5                                                                 | Кордюковский кедровник | 15                       | Верхотурский лесхоз, Кордюковское лесничество, кв. 16. У села Кордюково | Ботанический памятник природы. Припоселковый кедровник |
| 6                                                                 | Отрадненские кедровники | 14,4                     | Верхотурский лесхоз, Кордюковское лесничество, кв. 23, 5, 20 у села Отрадное | Ботанический памятник природы. Припоселковый кедровник |
| 7                                                                 | Кордюковский сероводородный источник                                                                                           | 1                        | В пойме р. Рогозинка у села Кордюково | Гидрологический памятник природы. Сероводородный источник, имеющий санитарно-оздоровительное значение |
| Памятники природы Волчанского городского округа                   | |                          | | |
| 2                                                                 | Гора Сосновая | 639                      | Карпинский лесхоз, Волчанское лесничество, кв. 30-31. В 10 км к северу от г. Волчанска | Геологический, геоморфологический и ботанический памятник природы. Оригинальные выходы горных пород на границе Уральской горной страны и Западно-Сибирский низменности                                                                                      |
| Памятники природы Гаринского района                               | |                          | | |
| 1                                                                 | Василисина роща | 0,5                      | Совхоз Гаринский. У деревни Кузнецова на правом берегу реки Тавды | Ботанический памятник природы (около 200 лет), припоселковый кедровник |
| 2                                                                 | Иванушкин сад | 0,5                      | Совхоз Круторечинский. У деревни Каргаева на левом берегу реки Тавды | Ботанический памятник природы. Старый припоселковый кедровник |
| 3                                                                 | Лопатковский кедровник | 1                        | Совхоз Гаринский, на правом берегу реки Тавды | Ботанический памятник природы. Старый припоселковый кедровник |
| 4                                                                 | Вековые лиственницы | 2                        | Гаринский лесхоз, Камское лесничество, кв. 129. На левом берегу северной части оз. Вагильский туман (Усть-Нагалы), в 6 км к юго-востоку от д. Туман                                                                        | Ботанический памятник природы. Вековые лиственницы, сохранившиеся на заболоченном участке |
| Памятники природы муниципального образования «город Екатеринбург» | |                          | | |
| 1                                                                 | Елизаветинские горные степи | 15                       | Горлесхоз, Уктусское лесничество, кв. 108, 109, 110, 119 | Ботанический памятник природы. Целинные степи с комплексом степной (ковыль Иоанна, мордовский обыкновенный, таволга городчатая) флоры |
| 2                                                                 | Скалы Шарташские каменные палатки                                                                                              | 2                        | Горлесхоз, Шарташское лесничество, кв. 59 | Геологический, археологический (жертвенное место эпохи железного века) и историко-революционный (место революционных сходок) памятник природы |
| 3                                                                 | Вековая лиственница | 0,01                     | Г. Екатеринбург, перекрёсток ул. 8 Марта и Декабристов | Ботанический памятник природы. Дерево (лиственница сибирская) в возрасте 200-210 лет. Одно из самых старых деревьев г. Екатеринбурга |
| 4                                                                 | Скалы Змеиная горка (Шабровские каменные палатки)                                                                              | 50                       | Между пос. Шабровским и д. Большое Седельниково | Геологический памятник природы. Типичные гранитные обнажения – «каменные палатки» |
| 5                                                                 | Скалы Чёртово Городище | 116                      | Учебное и научно-производственное комплексное государственное лесохозяйственное предприятие Уральской государственной лесотехнической академии, Верх-Исетское лесничество, кв. 13                                          | Геоморфологический, ботанический и археологический памятник природы. Гранитные скалы – останцы высотой до 34 метров. Жертвенное место эпохи железного века. Комплекс редких растений                                                                        |
| 6                                                                 | Озеро Песчаное | 93                       | Учебное и научно-производственное комплексное государственное лесохозяйственное предприятие Уральской государственной лесотехнической академии, Парковое лесничество, кв. 5, 6, 17, 18. В 4 км к северу от поселка Северка | Гидрологический памятник природы. Живописный, проточный водоем с чистой водой, окруженный лесами, расположенными среди увалов |
| 7                                                                 | Скалы Северские | 41                       | Учебное и научно-производственное комплексное государственное лесохозяйственное предприятие Уральской государственной лесотехнической академии, Парковое лесничество, кв. 49                                               | Геоморфологический и ботанический памятник природы. Нагромождение высоких отвесных гранитных скал, местами покрытых лесом. Комплекс скальной флоры |
| 8                                                                 | Северский кедровник | 2                        | Учебное и научно-производственное комплексное государственное лесохозяйственное предприятие Уральской государственной лесотехнической академии, Верх-Исетское лесничество, кв. 21, 22. В окрестностях пос. Северка         | Ботанический памятник природы. Небольшое кедровник, расположенный южнее ареала кедра сибирского |
| 9                                                                 | Скалы на вершине горы Пшеничной                                                                                                | 15                       | Учебное и научно-производственное комплексное государственное лесохозяйственное предприятие Уральской государственной лесотехнической академии, Парковое лесничество, кв. 5,6. В окрестностях озера Песчаного              | Геоморфологический и ботанический памятник природы. Невысокие гранитные скалы на вершине г. Пшеничной. Редкие растения скальной флоры |
| 10                                                                | Селекционный участок сосны | 2                        | Учебное и научно-производственное комплексное государственное лесохозяйственное предприятие Уральской государственной лесотехнической академии, Парковое лесничество, кв. 39. В окрестностях пос. Северка                  | Ботанический памятник природы, имеющий значение для лесоводов |
| 11                                                                | Культуры сосны, лиственницы, дуба                                                                                              | 2                        | Учебное и научно-производственное комплексное государственное лесохозяйственное предприятие Уральской государственной лесотехнической академии, Парковое лесничество, кв. 55. В окрестностях пос. Северка                  | Ботанический памятник природы. Высокопродуктивное насаждение |
| Памятники природы МО Город Ивдель                                 | |                          | | |
| 1                                                                 | Скалы на реке Северная Тошемка                                                                                                 | 500                      | Ивдельский лесхоз, Вижайское лесничество, кв. 530, 552, 553, 554, 555, 581, 582, 583, правый приток реки Лозьвы | Геоморфологический и ботанический памятник природы. Известковые скалы с комплексом редкой скальной флоры |
| 2                                                                 | Ушминские скалы | 300                      | Ивдельский лесхоз, Вижайское лесничество, кв. 302, 30, правый приток реки Лозьвы в окрестностях пос. Ушма | Геоморфологический и ботанический памятник природы. Известняковые скалы с комплексом редкой скальной флоры |
| 3                                                                 | Пещера Сосьвинская | 0,5                      | Ивдельский лесхоз, Пристанское лесничество, кв. 94 | Геоморфологический памятник природы. Небольшая карстовая пещера на берегу реки Сосьвы |
| 4                                                                 | Косяковские ворота | 0,5                      | Ивдельский лесхоз, Пристанское лесничество, кв. 37 | Геоморфологический памятник природы. Расщелина в скале в виде арки на берегу реки Сосьвы |
| 5                                                                 | Скалы Стрелебские | 4                        | Ивдельские лесхоз, Лангурское лесничество, кв. 267 | Геоморфологический и ботанический памятник природы. Три отвесные известковые скалы высотой около 50 метров на левом берегу реки Сосьвы |
| 6                                                                 | Пещера Мамонтова | 1                        | Ивдельский лесхоз, Ивдельское лесничество, кв. 132. В 4-5 км на север от г. Ивделя | Геоморфологический памятник природы. Продолговатый неправильной формы грот |
| 7                                                                 | Лозьвинская пристань | 0,5                      | Ивдельский лесхоз, Лангурское лесничество, кв. 115. На территории р. Пристань | Геологический памятник природы. Уникальный геологический объект – обнажение дислоцированных горных пород позднемезозойского – раннепалеогенового возраста (с остатками ископаемой флоры) третичного периода                                                 |
| 8                                                                 | Скалы Самские | 50                       | На левом берегу реки Сосьва. Ивдельские лесхоз, Самское лесничество, кв. 55 | Геоморфологический и ботанический памятник природы. Красивые известняковые скалы с множеством реликтовых и эндемичных растений |
| 9                                                                 | Ивдельская кедровая роща | 16                       | Черта города Ивделя | Ботанический и археологический памятник природы. Старый окультуренный кедровник, древнее захоронение манси |
| 10                                                                | Бурмантовский кедровник | 1                        | Ивдельский лесхоз, Бурмантовское лесничество, кв. 307 | Ботанический памятник природы, окультуренный кедровник на реке Лозьве |
| Памятники природы Ирбита и Ирбитского района                      | |                          | | |
| 1                                                                 | Обнажение Белая горка | 151                      | Ирбитский лесхоз, Пригородное лесничество, кв. 90. У д. Речкалово на реке Ирбит | Ботанический и геологический памятник природы, местонахождение реликтовых растений |
| 2                                                                 | Бугры, лесопарковая зона г. Ирбита                                                                                             | 562,3                    | Ирбитский лесхоз, Пригородное лесничество, кв. 29-41 | Ландшафтный памятник природы. Остепненные боры |
| 3                                                                 | Косаревский бор, лесопарковая зона г. Ирбита                                                                                   | 459,4                    | Площадь – 158 га, Ирбитский лесхоз, Волковское лесничество, кв. 115. Площадь – 301,4, Ирбитский лесхоз, Дубское лесничество, кв. 17                                                                                        | Ботанический памятник природы, место отдыха |
| 4                                                                 | Вязовые насаждения у д. Булановой                                                                                              | 44                       | Ирбитский лесхоз, Дубское лесничество, кв. 10, 14 | Ботанический памятник природы, место отдыха. Крайняя восточная граница ареала вяза гладкого в России |
| 5                                                                 | Вязовые насаждения в черте г. Ирбита                                                                                           | 50                       | Правый берег реки Ница | Ботанический памятник природы, место отдыха. Крайняя восточная граница ареала вяза гладкого в России |
| 6                                                                 | Вязовые насаждения у д. Дубская и Кекур в долине реки Ница                                                                     | 45                       | Ирбитский лесхоз, Дубское лесничество, кв. 49 | Ботанический памятник природы, место отдыха. Крайняя восточная граница ареала вяза гладкого в России |
| 7                                                                 | Вязовая роща у д. Бердюгина, Трубина                                                                                           | 49                       | Ирбитский лесхоз, Дубское лесничество, кв. 32 | Ботанический памятник природы, место отдыха. Крайняя восточная граница ареала вяза гладкого в России |
| 8                                                                 | Озеро Бутинец (Татарское) у с. Чубаровское                                                                                     | 3                        | Ирбитский лесхоз, Знаменское лесничество, кв. 13 | Гидрологический памятник природы. Место произрастания редких видов растений (кувшинка, кубышка) |
| 9                                                                 | Озеро Поваренное (карьер Рудник) у д. Рудное                                                                                   | 5                        | Ирбитский лесхоз, Ключевское лесничество, кв. 14 | Гидрологический памятник природы. Затопленный водой старый карьер, где в 1628 году велась первая на Урале добыча руды. Место произрастания редких видов растений (кувшинка, кубышка)                                                                        |
| 10                                                                | Болото на реке Боровая | 64                       | Ирбитский лесхоз, Зайковское лесничество, кв. 6. В 3-х км к юго-западу от д. Кочевка | Ботанический памятник природы. Низинное осоково-гипновое болото. Типичный болотный ландшафт |
| 11                                                                | Болото Ольховское | 29                       | Ирбитский лесхоз, Знаменское лесничество, кв. 15 | Ботанический памятник природы. Водораздельное верховое рямовое сосново-моховое болото. Редкий по характеру ландшафт предлесостепной зоны |
| 12                                                                | Красный Яр. Водоохранная зона р. Мурза                                                                                         | 11,4                     | Ирбитский лесхоз, Лопатковское лесничество, кв. 87 | Ботанический памятник природы. Сосны, посаженные школьниками. Место обитания бобров |
| 13                                                                | Культуры сосны и лиственницы Горкинский                                                                                        | 6,8                      | Ирбитский лесхоз, Горкинское лесничество, кв. 11, 9, 16 | Ботанический памятник природы. Чистые культуры сосны и лиственницы с противоэрозионными и полезащитными функциями. Водоохранная зона р. Ляга |
| 14                                                                | Килачевский сквер Победы | 11,7                     | Ирбитский лесхоз, Горкинское лесничество, кв. 22 (выд. 3, 6) | Ботанический памятник природы. Искусственные насаждения сосны, водоохранная зона реки Ирбит |
| Памятники природы Каменска-Уральского и Каменского района         | |                          | | |
| 1                                                                 | Гора Богатырёк | 5                        | В черте г. Каменска-Уральского, на левом берегу реки Каменки | Геоморфологический и ботанический памятник природы. Известняковые обнажения с небольшими карстовыми промоинами и гротами |
| 2                                                                 | Скалы на берегу реки Исеть (Бекленищевские скалы)                                                                              | 20                       | Каменский район, с. Бекленищево | Геологический, ландшафтный памятник природы. Единственное место на Урале, где вскрыта и видна фронтальная часть лавового потока древнего палеовулкана |
| 3                                                                 | Скалы Три пещеры | 91,7                     | Каменский район. Левый берег реки Исети ниже пансионата «Металлург» | Известняковая скала в виде трехгранной пирамиды с карстовыми промоинами и небольшой пещерой с тремя выходами. Место произрастания редких видов растений горно-степной флоры                                                                                 |
| 4                                                                 | Чиров Лог | 3,1                      | Каменск-Уральский лесхоз, Городское лесничество, кв. 97 | Геоморфологический, исторический памятник природы. Устье Чирова лога |
| 5                                                                 | Каменные ворота и пещера в известняках                                                                                         | 73                       | Каменск-Уральский лесхоз, Каменское лесничество, кв. 10. Правый берег реки Исети, выше пансионата «Металлург» | Геоморфологический, исторический памятник природы. Известняковая скала, покрытая березовым лесом, высотой до 20 метров со сквозной пещерой |
| 6                                                                 | Смолинская пещера | 71                       | Белоярский лесхоз, Первомайское лесничество, кв. 2. Между д. Бекленищево и с. Смолино | Геоморфологический и зоологический памятник природы. Пещера на высоте 11-12 метров от дна лога протяженностью 500 метров. Место зимовья летучих мышей |
| 7                                                                 | Скала Три брата | 5                        | Каменск-Уральский лесхоз, Городское лесничество, кв. 98. Черта г. Каменска-Уральского, на левом берегу р. Каменки | Геоморфологический памятник природы. Невысокие известняковые скалы с небольшими карстовыми промоинами и гротами. Лесопарковая зона |
| 8                                                                 | Скала Динозавр | 2                        | Каменск-Уральский лесхоз, Городское лесничество, кв. 98. В черте города Каменска-Уральского, на правом берегу реки Исети                                                                                                   | Геоморфологический памятник природы. Живописная известняковая скала высотой до 20 метров с несколькими карстовыми промоинами, покрытая сосновым лесом |
| 9                                                                 | Скала Слоновьи ноги (Мамонт)                                                                                                   | 2                        | Каменск-Уральский лесхоз, Каменское лесничество, кв. 9. В 1 км от д. Ключики | Геоморфологический памятник природы. Невысокая до 15 метров известняковая скала с карстовыми полостями и тремя гротами, покрытая березовым лесом |
| 10                                                                | Скалы Семь братьев | 20                       | Каменск-Уральский лесхоз, Городское лесничество, кв. 95. На левом берегу реки Исети. В 2,5 км от пансионата «Металлург» | Геоморфологический, геологический и археологический памятник природы. Мощные известняковые утесы с окаменелостями (кораллы, брахиоподы) в осыпях, поросшие сосновым лесом с примесью березы. Поселение древнего человека                                    |
| 11                                                                | Скала Чертов палец | 1,7                      | Каменск-Уральский лесхоз, Городское лесничество, кв. 59. В черте г. Каменска-Уральского, на левом берегу реки Каменки | Геоморфологический памятник природы. Скала из темного известняка оригинальной формы |
| 12                                                                | Скала Филин | 15                       | Каменск-Уральский лесхоз, Каменское лесничество, кв. 10. На правом берегу реки Исеть напротив пансионата Металлург | Геоморфологический, исторический памятник природы. Отвесная скала из известняка высотой 30-32 метра |
| 13                                                                | Волковское обнажение шаровых лав                                                                                               | 0,5                      | Каменск-Уральский лесхоз, Городское лесничество, кв. 123. На левом берегу реки Исети | Геологический памятник природы. Выход шаровых и подушечных лав высотой до 7 метров, поросших мхом и лишайником |
| 14                                                                | Скала Каменный столб (Смолинский камень)                                                                                       | 1                        | Каменск-Уральский лесхоз, Покровское лесничество, кв. 73. Левый берег реки Исеть выше села Смолино | Ботанико-геоморфологический памятник природы. Известняковая скала высотой до 20 метров в виде пирамиды. Место произрастания реликтового вида астрагала серпоплодного                                                                                        |
| 15                                                                | Скалы Ниши выветривания у д. Брод                                                                                              | 2                        | Каменск-Уральский лесхоз, Городское лесничество, кв. 97. Левый берег реки Исеть у д. Брод | Геоморфологический и геологический памятник природы. Небольшое скалистое обнажение высотой 8-10 метров, сложенное крупнозернистыми песчаниками, покрытое нишами выветривания                                                                                |
| 16                                                                | Скала у спортивного лагеря «Ровесник»                                                                                          | 5                        | Каменск-Уральский лесхоз, Городское лесничество. На левом берегу реки Исети | Геоморфологический и ботанический памятник природы. Известняковые скалы высотой до 35 метров. Место произрастания многих степных и лесостепных растений |
| 17                                                                | Долина реки Камышенка (приток реки Исети)                                                                                      | 200                      | Каменск-Уральский лесхоз, Покровское лесничество, кв. 67, 74. Нижнее течение реки Камышенка, левый приток реки Исети | Ландшафтный памятник природы. Место наибольшего количества растений степных видов, произрастающих на территории этой области Урала |
| 18                                                                | Кодинский теплый ключ у д. Бекленищево                                                                                         | 0,5                      | Каменский район, в окрестностях деревни Бекленищево | Гидрологический памятник природы. Незамерзающий источник с постоянной температурой воды +17,5-18 градусов |
| 19                                                                | Казённый посев сосны и лиственницы                                                                                             | 60                       | Каменск-Уральский лесхоз, Городское лесничество, кв. 48, 60. Северная часть лесопарковой зоны г. Каменска-Уральского | Ботанический памятник природы. Лесные культуры 1895 года |
| 20                                                                | Болото Озеро Малое | 160                      | Совхоз Родина. На северо-восточном склоне озера Тыгиш | Ботанико-геоморфологический памятник природы. Низинное, осоково-гипновое болото. Место обитания водоплавающих птиц |
| 21                                                                | Болото Берёзовое | 77                       | Совхоз Каменский. Левый склон реки Каменка, в 2 км на восток от д. Черноусово | Ботанико-геоморфологический памятник природы. Низинное, осоковое, засоленное болото |
| 22                                                                | Болото Чёрное | 522                      | Совхоз Пироговский. В истоке р. Чёрная. В 3 км юго-восточнее с. Окулово | Ботанико-геоморфологический памятник природы. Низинное, осоковое, засоленное болото |
| Памятники природы Камышловского района                            | |                          | | |
| 1                                                                 | Камышловский бор | 97                       | Камышловский лесхоз, Городское лесничество, кв. 113, 114, 124, 125 | Ботанический памятник природы. Участок Припышминских боров |
| 2                                                                 | Никольский сосновый бор | 5                        | Камышловский лесхоз, Городское лесничество, кв. 132 | Ботанический памятник природы. Участок Припышминских остепненных боров |
| Памятники природы МО Город Карпинск                               | |                          | | |
| 1                                                                 | Гора Голобокий Чурок (вершина)                                                                                                 | 50                       | Карпинский лесхоз, Валенторовское лесничество, кв. 4. Западнее пос. Каквинские Печи | Геоморфологический памятник природы. Типичная горная вершина с курумами и в миниатюре и элементами горной тундры |
| 3                                                                 | Пещера Жилище Сокола | 1                        | Карпинский лесхоз, Веселовское лесничество, кв. 127. В окрестностях пос. Веселовка на левом берегу реки Каква | Геоморфологический памятник природы. Пещера с двумя выходами у прибрежной скалы. В пещере интересная форма карста – органные трубы |
| 4                                                                 | Пещера Мрака | 1                        | Карпинский лесхоз, Веселовское лесничество, кв. 123. В окрестностях пос. Веселовка на левом берегу реки Каква | Геоморфологический памятник природы. Небольшая (до 60 м) пещера |
| 5                                                                 | Горный массив Серебрянский крест                                                                                               | 600                      | Карпинский лесхоз, Кытлымское лесничество, кв. 15. В окрестностях пос. Кытлым | Геологический, геоморфологический и ботанический памятник природы. Гребнеобразные скалы-останцы на вершине Серебрянского камня. Горные тундры, криволесье                                                                                                   |
| 6                                                                 | Перевал Дидковского | 100                      | Карпинский лесхоз, Кытлымское лесничество, кв. 31, 44. В окрестностях пос. Кытлым | Геологический, ботанический, историко-революционный памятник природы. Перевальная точка с хорошо выраженными каменными кольцами и пятнистой кустарниковой тундрой. Памятник участникам гражданской войны – бойцам отряда Дидковского                        |
| 7                                                                 | Истоки реки Северный Катышёр                                                                                                   | 25                       | Карпинский лесхоз, Кытлымское лесничество, кв. 23. В окрестностях пос. Кытлым | Гидрологический и геоморфологический памятник природы. Следы южной границы четвертичного оледенения на Урале |
| 8                                                                 | Старые культуры кедра (лиственнично-кедровая роща)                                                                             | 6                        | В черте г. Карпинска, ул. Советская | Ботанический памятник природы. Старые (100-120-летние) культуры кедра |
| 9                                                                 | Старокнясьпинский естественный кедровник                                                                                       | 4,3                      | Карпинский лесхоз, Княсьпинское лесничество, кв. 5. Кордон Княсьпа. На берегу Большого Княсьпинского озера | Ботанический памятник природы. Старые культуры кедра |
| 10                                                                | Новокнясьпинский кедровник | 4                        | Карпинский лесхоз, Княсьпинское лесничество, кв. 16. На берегу Большого Княсьпинского озера | Ботанический памятник природы. Старые культуры кедра |
| 11                                                                | Серебрянский естественный горный кедровник                                                                                     | 709                      | Карпинский лесхоз, Кытлымское лесничество, кв. 15-17. В окрестностях пос. Кытлым | Ботанический памятник природы. Типичный горный кедровник у границы леса на Северном Урале. 200-300-летние древостои высокой продуктивности |
| 12                                                                | Кытлымский естественный кедровник                                                                                              | 29                       | Карпинский лесхоз, Кытлымское лесничество, кв. 45. В окрестностях пос. Кытлым | Ботанический памятник природы. Высокопродуктивные кедровые насаждения |
| 13                                                                | Казанский кедровник | 736                      | Карпинский лесхоз, Кытлымское лесничество, кв. 40. К востоку от пос. Кытлым в верховьях р. Чернушка | Ботанический памятник природы. Высокопродуктивные кедровые насаждения. Генетический резерват |
| 14                                                                | Первый Серебрянский кедровник                                                                                                  | 377                      | Карпинский лесхоз, Кытлымское лесничество, кв. 27. К востоку от п. Кытлым на левом берегу р. Серебрянки - 1 | Ботанический памятник природы. Высокопродуктивные кедровые насаждения. Генетический резерват |
| 15                                                                | Второй Серебрянский кедровник                                                                                                  | 209                      | Карпинский лесхоз, Кытлымское лесничество, кв. 25. К северо-востоку от пос. Кытлым | Ботанический памятник природы. Высокопродуктивные кедровые насаждения. Генетический резерват |
| Памятники природы МО Город Кировград                              | |                          | | |
| 1                                                                 | Вершина горы Лубной | 200                      | Кировградский лесхоз, Верхнетагильское лесничество, кв. 64, 65, 77, 78. В окрестностях г. Верхний Тагил | Геоморфологический и ботанический памятник природы. Оригинальные столбчатые скалы. Место произрастания редких видов растений. Стоянка древнего человека |
| 2                                                                 | Городской парк культуры и отдыха города Кировграда                                                                             | 65                       | К окрестностях города Кировграда | Ботанический памятник природы. Живописная березовая роща |
| 3                                                                 | Болото Алексеевское | 512                      | Площадь – 67 га, Кировградский лесхоз, Верхнетагильское лесничество, кв. 89, 100, 111. Площадь – 445 га, Нейво-Рудянская администрация, МО г. Кировград. Около пос. Нейво-Рудянка                                          | Ботанический, гидрологический памятник природы. Место произрастания клюквы |
| Памятники природы городского округа Красноуральск                 | |                          | | |
| 1                                                                 | Камень Большой Балабан | 5                        | Красноуральский лесхоз, Салдинское лесничество, кв. 281. Левый берег р. Тагил, около д. Ясьва | Геоморфологический и ботанический памятник природы. Известняковые скалы с комплексом скальной флоры |
| Памятники природы МО Город Краснотурьинск                         | |                          | | |
| 1                                                                 | Скалы Шихан | 0,7                      | Карпинский лесхоз, Воронцовское лесничество, кв. 59. В окрестностях турбазы Шихан. На правом берегу реки Каква | Геоморфологический и ботанический памятник природы. Скалы, сложенные органогенными известняками. Комплекс скальной флоры |
| Памятники природы МО Город Красноуфимск и Красноуфимского района  | |                          | | |
| 1                                                                 | Камень Соколиный с окружающими лесами                                                                                          | 200                      | Красноуфимский лесхоз, Нижнесаранинское лесничество, кв. 22. На правом берегу реки Уфа около дома отдыха «Сарана» | Геологический, геоморфологический и ботанический памятник природы. Живописные скалы с комплексом редкой скальной растительности. Участок темнохвойных, широколиственных лесов                                                                               |
| 2                                                                 | Пещера Теплая с окружающими лесами                                                                                             | 1                        | Красноуфимский лесхоз, Нижнесаранинское лесничество, кв. 58. У пос. Сарана, на правом склоне Саранинского пруда | Геоморфологический и ботанический памятник природы. Небольшая малоисследованная пещера |
| 3                                                                 | Камень Аликаев (Марьин утёс) с окружающими лесами                                                                              | 6                        | Красноуфимский лесхоз, Нижнесаранинское лесничество, кв. 65. На левом берегу р. Саранинка | Геоморфологический и ботанический памятник природы. Мощный известняковый утес с комплексом скальной флоры. Упоминается в народных сказаниях |
| 4                                                                 | Камень Жёлтый | 3                        | Красноуфимский лесхоз, Нижнесаранинское лесничество, кв. 24. На берегу реки Уфы у пос. Сарана | Геоморфологический и ботанический памятник природы. Известняковые скалы с комплексом скальной растительности |
| 5                                                                 | Камень Семь Братьев | 12                       | Красноуфимский лесхоз, Нижнесаранинское лесничество, кв. 76. На берегу реки Уфа у пос. Сарана | Геоморфологический и ботанический памятник природы. Скалы оригинальной формы с комплексом скальной, степной флоры. Упоминается в народных легендах |
| 6                                                                 | Камень Красный | 13                       | Красноуфимский лесхоз, Нижнеиргинское лесничество, кв. 6. На берегу р. Иргина у с. Красносоколье | Геоморфологический и ботанический памятник природы. Красивые скалы с комплексом скальной степной флоры |
| 7                                                                 | Камень Овечий | 5                        | Красноуфимский лесхоз, Нижнеиргинское лесничество, кв. 75. В окрестностях п. Сарана на берегу реки Уфы | Геоморфологический и ботанический памятник природы. Невысокие известняковые скалы с комплексом скальной растительности |
| 8                                                                 | Натальинский карстовый провал                                                                                                  | 1                        | В окрестностях пос. Натальинск | Геологический памятник природы. Свежий карстовый провал с энергичными эрозионными процессами. Место экскурсий |
| 9                                                                 | Озеро Криулинское | 15                       | Черта города Красноуфимска | Гидрологический памятник природы. Место гнездования перелетных водоплавающих птиц |
| 10                                                                | Озеро Бутки | 8                        | Черта города Красноуфимска | Гидрологический памятник природы. Место гнездования перелетных водоплавающих птиц |
| 11                                                                | Озеро-провал Черное | 1                        | В окрестностях д. Лебяжье | Гидрологический и геоморфологический памятник природы. Живописный старый карстовый провал, заполненный водой глубиной более 40 м |
| 12                                                                | Красноуфимская сосновая роща                                                                                                   | 29                       | Черта города Красноуфимска | Ботанический памятник природы. Сопка, поросшая лесом. Сосновые древостои с остепнённым подлеском |
| 13                                                                | Березовая роща на левом берегу р. Сарга                                                                                        | 81                       | Черта г. Красноуфимска | Ботанический памятник природы. Остепнённые березняки |
| 14                                                                | Липовый осколок | 9,1                      | Красноуфимский лесхоз, Красноуфимское лесничество, Крыловская дача, кв. 70 | Ботанический памятник природы. Живописная роща |
| 15                                                                | Дубрава в Романятском логу | 5                        | Красноуфимский лесхоз, Нижнеиргинское лесничество, кв. 10. В окрестностях с. Нижняя Ирга | Ботанический памятник природы на северо-восточном пределе ареала дуба черешчатого |
| 16                                                                | Шуртановская дубрава | 5                        | В окрестностях д. Шуртан | Ботанический памятник природы на северо-восточном пределе ареала дуба черешчатого |
| 17                                                                | Красносокольская дубрава | 5                        | Красноуфимский лесхоз, Нижнеиргинское лесничество, кв. 10. В окрестностях с. Красносоколье | Ботанический памятник природы на северо-восточном пределе ареала дуба черешчатого |
| 18                                                                | Участок вязово-кленовых древостоев                                                                                             | 3                        | В окрестностях с. Усть-Бугалыш | Ботанический памятник природы. Вязово-кленовые древостои с подлеском из бересклета бородавчатого на восточном пределе их распространения |
| 19                                                                | Александровские степи и остепнённая растительность на Александровских сопках                                                   | 55                       | Красноуфимское лесничество, урочище Красноуфимское, кв. 5 | Ботанический памятник природы. Эталоны степных целинных участков с фрагментами лесостепей на склонах сопок |
| 20                                                                | Бугалышские горные и ковыльные степи                                                                                           | 4                        | У п. Средний Бугалыш по каменистым склонам р. Тигнигул | Ботанический памятник природы. Ассоциации мордовниково-тырсовых степей по каменистым склонам увала |
| 21                                                                | Участок горной степи | 11                       | Д. Усть-Бугалыш на левом берегу реки Уфы | Ботанический памятник природы. Ассоциация мордовниково-типчаковых степей |
| 22                                                                | Участки горных степей на горе Долгая                                                                                           | 10                       | В окрестностях села Александровского | Ботанический памятник природы. Участки горных степей и лесостепей |
| 23                                                                | Участки горных степей на горе Караульная                                                                                       | 15                       | В окрестностях села Александровского | Ботанический памятник природы. Участки горных степей и лесостепей |
| 24                                                                | Участки горной растительности на увалах у с. Нижняя Ирга, на берегах р. Иргина                                                 | 10                       | С. Нижняя Ирга, на берегах р. Иргина | Ботанический памятник природы. Комплекс степной растительности |
| 25                                                                | Болото Архипова - 1 | 8,2                      | В 2 км на северо-восток от д. Большое Кошаево | Ботанический памятник природы. Низинное, лесной болото карстового происхождения на осоково-гипновой залежи. Место произрастания клюквы |
| 26                                                                | Болото Максимова | 3                        | В 1 км на восток от с. Новое Село | Ботанический памятник природы. Лесное болото на сфагново-осоковой мезотрофной торфяной залежи. Южная граница мезотрофной залежи в условиях Красноуфимской лесостепи                                                                                         |
| 27                                                                | Болото У Тихонова озера | 3,4                      | В окрестностях д. Верх-Бобровка | Ботанический памятник природы. Лесное болото на сфагново-осоковой мезотрофной торфяной залежи. Южная граница мезотрофной залежи в условиях Красноуфимской лесостепи                                                                                         |
| 28                                                                | Болото Долгое Малое | 4                        | В окрестностях д. Верх-Бобровка | Лесное болото на сфагново-осоковой мезотрофной торфяной залежи. Южная граница мезотрофной залежи в условиях Красноуфимской лесостепи |
| 29                                                                | Болото Краснопольское | 2,5                      | В окрестностях д. Верх-Бобровка | Ботанический памятник природы, сфагново-осоковое мезотрофное болото карстового происхождения на осоково-гипновой залежи |
| 30                                                                | Болото большое клюквенное | 13                       | В 1 км на запад от д. Красный Турыш | Ботанический памятник природы, сфагново-осоковое мезотрофное болото карстового происхождения на осоково-гипновой залежи |
| 31                                                                | Болото Большое Клюквенное | 13                       | В 1 км на запад от д. Красный Турыш | Ботанический памятник природы. Березово-осоковое болото на сфагново-осоковой мезотрофной залежи с участками клюквенников |
| 32                                                                | Болото Турышское | 8,4                      | В 1 км на запад от с. Большой Турыш | Ботанический памятник природы. Сосново-сфагновое мезотрофное болото. Южная граница выявления мезотрофной залежи лесостепи |
| 33                                                                | Болото Антипкино | 2,6                      | В 1,5 км восточнее д. Тактамыш | Ботанический памятник природы. Низинное, лесное болото с елью карстового происхождения на гипново-осоковом торфе |
| 34                                                                | Болото Лебяжинское | 270                      | В окрестностях деревни Лебяжье | Ботанический памятник природы. Уникальное по размерам в лесостепи болото |
| 35                                                                | Болото Усть-Баякское | 150                      | В окрестностях д. Усть-Баяк | Ботанический памятник природы. Низинное, лесное, пойменное болото реки Уфы |
| Памятники природы МО Город Кушва                                  | |                          | | |
| 1                                                                 | Старые культуры дуба черешчатого                                                                                               | 0,1                      | Черта г. Кушвы | Ботанический памятник природы |
| 2                                                                 | Болото Мостовское | 200                      | Кушвинский лесхоз, Верхнетуринское лесничество, кв. 80, 92. На левобережной надпойменной террасе г. Туры. В 16 км северо-западнее г. Кушвы                                                                                 | Ландшафтный памятник природы. Олиготрофное болото. Типичный болотный ландшафт |
| 3                                                                 | Болото Салдинское | 335                      | Кушвинский лесхоз, Кушвинское лесничество, кв. 16, 17. В 3 км на восток от г. Кушвы | Ландшафтный памятник природы. Мезоолиготрофное, осоково-сфагновое болото. Исток реки Салда. Место произрастания клюквы |
| 4                                                                 | Болото Сосновое | 20                       | Кушвинский лесхоз, Кушвинское лесничество, кв. 59. В 4 км на северо-восток от г. Кушвы | Ботанический и гидрологический памятник природы. Исток реки Кушвы |
| Памятники природы Невьянского района                              | |                          | | |
| 1                                                                 | Скалы Семь Братьев и Одна Сестра с окружающими лесами                                                                          | 100                      | Невьянский лесхоз, Заозерское лесничество, кв. 15, 17. В 6 км от п. Верх-Нейвинский | Геоморфологический, ботанический и историко-революционный памятник природы. Самые высокие в окрестностях Екатеринбурга «каменные палатки» - гранитные скалы. Место нахождения редких растений. Место сходок рабочих и гибели героев гражданской войны       |
| 2                                                                 | Невьянский пруд | 850                      | Черта города Невьянска | Гидрологический памятник природы. Живописный водоем |
| 3                                                                 | Болото Малиновское | 271                      | Невьянский лесхоз, Таватуйское лесничество, кв. 29, 32, 39. На склоне озера Таватуй, в 2 км северо-западнее п. Таватуй | Ботанический памятник природы. Переходное клюквенное болото с клюквенниками |
| 4                                                                 | Болото Кукушкинское | 192                      | Площадь – 152,4 га, Невьянский лесхоз, Таватуйское лесничество, кв. 75. Площадь – 39,5 га Новоуральский лесхоз, Починковское лесничество, кв. 91, 92, 99. В пойме р. Шишка в 2 км на юг от с. Тарасково                    | Ботанический памятник природы. Низинное, лесное болото. Имеет водоохранное значение |
| Памятники природы Нижнесергинского района                         | |                          | | |
| 1                                                                 | Пещера Дружба (Федотова пещера) с окружающими лесами                                                                           | 79                       | Нижнесергинский лесхоз, Михайловское лесничество, кв. 70. В окрестностях п. Бажуково на левом берегу реки Серги в Федотовом логу                                                                                           | Геоморфологический, ботанический, зоологический памятник природы. |
| 2                                                                 | Пещера Катникова (Катниковская сталактитовая пещера)                                                                           | 80                       | Нижнесергинский лесхоз, Буйское лесничество, кв. 139, на правом берегу реки Серги | Геоморфологический памятник природы. Карстовая пещера с гротами и ходами |
| 3                                                                 | Пещера Ледник (Орлов провал) с окружающими лесами                                                                              | 79                       | Нижнесергинский лесхоз, Бардымское лесничество, кв. 11, 20 | Геоморфологический памятник природы. Карстовая пещера оригинальной формы |
| 4                                                                 | Пещера Аракаевская с окружающими лесами                                                                                        | 50                       | Левый берег реки Серги. В 3 км от села Аракаево | Геоморфологический, ботанический, зоологический памятник природы. Одна из самых красивых пещер на Среднем Урале с тремя гротами. Место зимовки летучих мышей                                                                                                |
| 5                                                                 | Пещера Малая Аракаевская | 10                       | В 3,5 км на юго-восток от с. Аракаево на левом берегу реки Серги | Геоморфологический памятник природы. Небольшая пещера с тремя отверстиями под нависшей скалой |
| 6                                                                 | Большой карстовый провал (Федотов)                                                                                             | 1                        | Нижнесергинский лесхоз, Михайловское лесничество, кв. 70. В окрестностях п. Бажуково, в верховье Федотова карстового лога                                                                                                  | Геоморфологический памятник природы. Один из самых глубоких карстовых провалов на Среднем и Северном Урале |
| 7                                                                 | Малый карстовый провал (Дружбинский)                                                                                           | 1                        | Нижнесергинский лесхоз, Михайловское лесничество, кв. 70. В окрестностях п. Бажуково, в верховье Федотова карстового лога                                                                                                  | Геоморфологический памятник природы. Карстовый провал 20-25 м глубиной с оригинальным карстовым мостом посередине |
| 8                                                                 | Карстовый мост | 0,1                      | Нижнесергинский лесхоз, Михайловское лесничество, кв. 48. В окрестностях д. Половинка на левом берегу р. Серги | Геоморфологический памятник природы. Интересное карстовое образование в известняках |
| 9                                                                 | Скала Писаница | 5                        | Нижнесергинский лесхоз, Михайловское лесничество, кв. 70. В окрестностях п. Бажуково на левом берегу р. Серги | Геоморфологический, ботанический, археологический памятник природы. Известняковая скала с идеографическими начертаниями. Комплекс скальной флоры |
| 10                                                                | Скала Лягушка | 1                        | Нижнесергинский лесхоз, Михайловское лесничество, кв. 70. В окрестностях п. Бажуково на левом берегу р. Серги | Геоморфологический, ботанический памятник природы. Известковая скала оригинальной формы. Комплекс скальной флоры |
| 11                                                                | Камень Филаретов | 3                        | Нижнесергинский лесхоз, Михайловское лесничество, кв. 48. В окрестностях д. Половинка на левом берегу р. Серги | Геоморфологический, ботанический памятник природы. Невысокие известковые скалы оригинальной формы. Комплекс скальной флоры |
| 12                                                                | Камень Дыроватый | 2                        | Нижнесергинский лесхоз, Михайловское лесничество, кв. 64. В окрестностях пос. Бажуково на левом берегу р. Серги | Геоморфологический, ботанический памятник природы. Известковая скала оригинальной формы с «воротами». Комплекс скальной флоры |
| 13                                                                | Скалы Дикий Запад | 10                       | Нижнесергинский лесхоз, Михайловское лесничество, кв. 82. В окрестностях пос. Бажуково на левом берегу р. Серги | Геоморфологический, ботанический памятник природы. Невысокие известковые скалы оригинальной формы. Комплекс скальной (петрофильной) флоры |
| 14                                                                | Скалы на берегу Михайловского пруда                                                                                            | 352                      | Нижнесергинский лесхоз, Михайловское лесничество, кв. 93-97, 111-114, 116. В черте г. Михайловска | Геоморфологический, ботанический памятник природы. Известковые скалы, стеной нависающие над водой. Комплекс скальной флоры. |
| 15                                                                | Озеро Чёрное | 0,5                      | Нижнесергинский лесхоз, Михайловское лесничество, кв. 48. В окрестностях п. Бажуково на левом берегу р. Серги | Гидрологический, ботанический памятник природы. Зарастающее озеро в старой карстовой воронке |
| 16                                                                | Митькины озера | 10                       | Нижнесергинский лесхоз, Михайловское лесничество, кв. 49, 50, 66, 67. На западном склоне Бардымского хребта | Гидрологический, исторический памятник природы. Старые затопленные рудники (добыча железной руды) |
| 17                                                                | Устье реки Демид | 45                       | Нижнесергинский лесхоз, Михайловское лесничество, кв. 78 | Гидрологический, ботанический памятник природы. Уникальное сообщество водных растений |
| 18                                                                | Щипанов ключ с охранной зоной                                                                                                  | 79                       | На левом берегу реки Серги у с. Аракаево | Гидрологический памятник природы. Минеральный источник, имеющий оздоровительное значение |
| 19                                                                | Майдалинский ключ с охранной зоной                                                                                             | 79                       | Нижнесергинский лесхоз, Михайловское лесничество, кв. 160. На левом берегу р. Майдала | Гидрологический памятник природы. Ключ с водой, обладающий сероводородным запахом, выходящий из воронки |
| 20                                                                | Бакаев ключ | 1                        | Нижнесергинский лесхоз, Михайловское лесничество, кв. 125. В окрестностях города Михайловска | Гидрологический и археологический памятник природы. Источник чистой воды. Место археологических раскопок |
| 21                                                                | Комаровский сероводородный источник                                                                                            | 0,01                     | Нижнесергинский лесхоз, Уфимское лесничество, кв. 49. На реке Уфа в 2 км выше по течению от д. Комарово Артинского района                                                                                                  | Гидрологический памятник природы. Ценный гидрологический объект |
| 22                                                                | Грот Аракаевский - I | 0,01                     | В окрестностях с. Аракаево | Геологический, геоморфологический, археологический памятник природы. Грот с отложениями костных остатков, имеющий большое значение для палеоэкологии |
| 23                                                                | Грот Аракаевский – II | 0,01                     | В окрестностях с. Аракаево | Геологический, геоморфологический, археологический памятник природы. Грот с отложениями костных остатков, имеющий большое значение для палеоэкологии |
| 24                                                                | Грот Аракаевский – VIII | 1                        | В окрестностях с. Аракаево | Геологический, геоморфологический, археологический памятник природы. Пещера с отложениями голоценовой и плейстоценовой фауны и двумя культурными слоями (археологическими находками)                                                                        |
| 25                                                                | Атигский бор | 253                      | Нижнесергинский лесхоз, Верхнесергинское лесничество, кв. 57, 59. В окрестностях поселка Атиг. | Ботанический памятник природы. Высокопродуктивные лесные насаждения |
| 26                                                                | Участки вековых лиственниц | 130                      | Нижнесергинский лесхоз, Михайловское лесничество, кв. 63, Буйское лесничество, кв. 149, 148 | Ботанический памятник природы. Вековые деревья лиственницы (более 100 лет) среди смешанных древостоев |
| 27                                                                | Старые осокори | 0,01                     | Бисертский лесхоз, Кленовское лесничество, кв. 120. В окрестностях д. Ключевая | Ботанический памятник природы. Трехсотлетние деревья чёрных тополей (осокорей) |
| 28                                                                | Болото Шокуровское | 42                       | Нижнесергинский лесхоз, Михайловское лесничество, кв. 9. В 2 км на юго-запад от п. Красноармеец | Ландшафтный памятник природы. Низинное лесное с елью болото. Редкий ландшафт для района со слабой заболоченностью |
| 29                                                                | Болото Рям | 17                       | Нижнесергинский лесхоз, Михайловское лесничество, кв. 6. В 1,5 км юго-западнее п. Красноармеец в пойме р. Шокурка | Ландшафтный памятник природы. Низинное тростниковое болото. Редкий ландшафт для района со слабой заболоченностью. |
| Памятники природы Нижнего Тагила и Пригородного района            | |                          | | |
| 1                                                                 | Гора Медведь-камень (Ермаково городище) с окружающими лесами                                                                   | 189                      | Нижнетагильский лесхоз, Городское лесничество, кв. 67. На правом берегу реки Тагил, в 15 км к северу от г. Нижний Тагил | Ландшафтный и исторический памятник природы |
| 2                                                                 | Гора Крутопавловская | 6                        | Нижнетагильский лесхоз, Городское лесничество, кв. 1. На правом берегу реки Тагил в окрестностях с. Балакино | Геоморфологический и ботанический памятник природы. Живописные, почти голые утесы, сложенные известняками. Комплекс петрофильной флоры |
| 3                                                                 | Гора Степная | 4                        | Нижнетагильский лесхоз, Городское лесничество, кв. 5, 8. В окрестностях Нижнего Тагила на правом берегу р. Тагил | Геоморфологический, ботанический и геологический памятник природы. Скалистые береговые скалы, сложенные известняками с асбестовыми прослойками. Комплекс петрофильной флоры                                                                                 |
| 4                                                                 | Гора Синяя | 468                      | Нижнетагильский лесхоз, Синегорское лесничество, кв.21, 30. У пос. Синегорский | Ландшафтный памятник природы. Живописная горная вершина с причудливыми останцами из светло-серых и синеватых кварцитов, покрытая темнохвойными лесами. Стоянка древнего человека.                                                                           |
| 5                                                                 | Гора Васькина | 1                        | Нижнетагильский лесхоз, Усть-Уткинское лесничество, кв. 191. На правом берегу реки Чусовой. В 5 км от д. Усть-Утка | Геоморфологический, ботанический и геологический памятник природы. Высокий южный склон, сложенный глинистыми сланцами |
| 6                                                                 | Гора Дыроватик | 100                      | Нижнетагильский лесхоз, Черноисточинское лесничество, кв. 288, 289. Окрестности п. Антоновск | Геоморфологический памятник природы. Оригинальная форма рельефа на вершине горы в виде огромной арки – «дыры» |
| 7                                                                 | Камень Тюрик | 8                        | На правом берегу реки Чусовой, в 3,5 км от пос. Сулем | Геоморфологический и ботанический памятник природы. Отвесные известняковые скалы высотой до 80 м с рядом пещер. Комплекс скальной флоры |
| 8                                                                 | Камень Омутной | 10                       | Нижнетагильский лесхоз, Усть-Уткинское лесничество, кв. 144. На правом берегу р. Чусовой. В окрестностях пос. Еква | Геоморфологический, ботанический, историко-литературный памятник природы. Группа отвесных известняковых утесов высотой до 70 м и окружающие их леса |
| 9                                                                 | Камень Дыроватый с пещерами Туристов и Скалолазов                                                                              | 10                       | Нижнетагильский лесхоз, Усть-Уткинское лесничество, кв. 142, 143. На левом берегу реки Чусовой. В 5 км от пос. Еква | Геоморфологический, ботанический и археологический памятник природы. Отвесная стена высотой до 90 м и длиной до 200 м с несколькими гротами и пещерами. Комплекс скальной флоры. Стоянка древнего человека                                                  |
| 10                                                                | Камень Олений | 32                       | Нижнетагильский лесхоз, Усть-Уткинское лесничество, кв. 127. На правом берегу реки Чусовой. В 2 км от п. Еква | Геоморфологический и ботанический памятник природы. Один из самых красивых камней на реке Чусовой. Группа отвесных скал высотой до 70 м, отделенных от воды узкой полоской поймы. Местонахождение реликтовых растений                                       |
| 11                                                                | Камень Столбы | 10                       | Нижнетагильский лесхоз, Усть-Уткинское лесничество, кв. 86. В 7 км от п. Еква. На левом берегу р. Чусовой ниже по течению, на границе с Пермским краем                                                                     | Геоморфологический и ботанический памятник природы. Скалы причудливой формы высотой до 50 м с гротами и пещерами, комплекс скальной флоры |
| 12                                                                | Камень Синий | 30                       | Нижнетагильский лесхоз, Усть-Уткинское лесничество, кв. 125. На левом берегу р. Чусовой у пос. Еква | Геоморфологический и ботанический памятник природы. Красивая известняковая скала с небольшой пещерой. Комплекс редких растений |
| 13                                                                | Камень Конек | 3,4                      | Нижнетагильский лесхоз, Усть-Уткинское лесничество, кв. 87. На левом берегу р. Чусовой у пос. Еква | Геоморфологический и ботанический памятник природы. Несколько скал оригинальной формы с комплексом скальной флоры |
| 14                                                                | Камень Пленичный | 10                       | На правом берегу р. Чусовой, в 3 км от с. Сулем | Геоморфологический и ботанический памятник природы. Отвесная белая стена высотой до 85 м, сложенная осадочными породами, известняками, комплекс скальной флоры                                                                                              |
| 15                                                                | Камень Писаный | 20                       | Нижнетагильский лесхоз, Усть-Уткинское лесничество, кв. 76. На правом берегу реки Чусовой в окрестностях пос. Еква | Геоморфологический, ботанический и исторический памятник природы. Скала с небольшой пещерой. Имеет неясные надписи. В 1779 году высечен крест и надпись, которая гласит, что здесь родился Н.А. Демидов                                                     |
| 16                                                                | Камень Толстик | 10                       | Нижнетагильский лесхоз, Усть-Уткинское лесничество, кв. 191. На правом берегу р. Чусовой, в окрестностях д. Усть-Утка | Геоморфологический, ботанический и геологический памятник природы. Известняковые скалы с микроскладками. Комплекс скальной флоры |
| 17                                                                | Камень Красный | 10                       | Нижнетагильский лесхоз, Усть-Уткинское лесничество, кв. 173. На правом берегу р. Чусовой, в окрестностях д. Усть-Утка. Недалеко от р. Межевая Утка                                                                         | Геоморфологический и ботанический памятник природы. Скала оригинальной формы в виде башни, комплекс скальной флоры |
| 18                                                                | Камень Дождевой | 16                       | Нижнетагильский лесхоз, Усть-Уткинское лесничество, кв. 157. На правом берегу р. Чусовой, в окрестностях д. Харенки | Геоморфологический и ботанический памятник природы. Группа живописных скал, выделяющихся на крутом склоне. Комплекс скальной флоры |
| 19                                                                | Камень Собачий | 20                       | Нижнетагильский лесхоз, Усть-Уткинское лесничество, кв. 102. На правом берегу р. Чусовой. У п. Еква выше по течению от скал Собачьи камни                                                                                  | Геоморфологический и ботанический памятник природы. Невысокая скала красноватого цвета. Место произрастания редких растений |
| 20                                                                | Скала Собачьи камни | 25                       | Нижнетагильский лесхоз, Усть-Уткинское лесничество, кв. 102. На правом берегу р. Чусовой у пос. Еква | Геоморфологический, ботанический памятник природы. Невысокие известняковые обнажения, расположенные ступенчатыми уступами, покрытыми редкими растениями |
| 21                                                                | Скалы Афонины брови | 15                       | Нижнетагильский лесхоз, Усть-Уткинское лесничество, кв. 201. На правом берегу р. Чусовой, у д. Усть-Утка | Геоморфологический, ботанический памятник природы. Скала оригинальной формы, напоминающей огромные брови. Комплекс редкой скальной флоры |
| 22                                                                | Долинное обнажение на реке Сулем                                                                                               | 10                       | Нижнетагильский лесхоз, Сулемское лесничество, кв. 134-135. В окрестностях д. Большие Галашки | Геологический памятник природы. Интересные обнажения песчано-сланцевой толщи нижнего девона |
| 23                                                                | Скала Красный камень | 10                       | В окрестностях г. Нижний Тагил на правом берегу р. Тагил у с. Балакино | Геоморфологический, ботанический памятник природы. Скалистый габбровый утес с реликтовыми растениями послеледникового периода |
| 24                                                                | Копи № 53-64 (Ферсмановские)                                                                                                   | 120                      | На правом берегу р. Третьяковки в 3 км от д. Сизикова | Геологический и исторический памятник природы. Старинные самоцветные копи среднеуральской добычи самоцветных камней XVIII-XIX вв. |
| 25                                                                | Копи Стаканница и Сарафанница                                                                                                  | 15                       | На правом берегу р. Третьяковки в 4 км от д. Сизикова | Геологический и исторический памятник природы. Старинные самоцветные копи среднеуральской добычи самоцветных камней XVIII-XIX вв. |
| 26                                                                | Копи Мягкая, Большая Ганиха, Холчиха                                                                                           | 25                       | В 1,5 км от слияния рек Нейва и Ямбарка (Амбарка) | Геологический и исторический памятник природы. Старинные самоцветные копи |
| 27                                                                | Тальяновские копи | 50                       | На правом берегу р. Третьяковки в 2 км от с. Мурзинка | Геологический и исторический памятник природы. Старинные самоцветные копи среднеуральской добычи самоцветных камней XVIII-XIX вв. |
| 28                                                                | Копи Мыльница и Двухсотенная                                                                                                   | 30                       | Между д. Верхняя и Нижняя Алабашка | Геологический и исторический памятник природы. Старинные самоцветные копи среднеуральской добычи самоцветных камней XVIII-XIX вв. |
| 29                                                                | Группа копей Копь, Чернуха и другие                                                                                            | 30                       | В окрестностях деревни Корнилова | Геологический и исторический памятник природы. Старинные самоцветные копи среднеуральской добычи самоцветных камней XVIII-XIX вв. |
| 30                                                                | Озеро Бездонное с окружающими лесами                                                                                           | 13                       | Нижнетагильский лесхоз, Висимское лесничество, кв. 5. На правом берегу р. Межевая Утка, севернее пос. Висим | Гидрологический памятник природы. Озеро карстового происхождения среди доломитизированных известняков палеозоя |
| 31                                                                | Кедровник в истоках р. Нотиха                                                                                                  | 14                       | Нижнетагильский лесхоз, Сулемское лесничество, кв. 218. В окрестностях д. Большие Галашки, в охранной зоне государственного заповедника «Висимский»                                                                        | Ботанический памятник природы. Один из самых крупных кедровников на западном микросклоне Урала |
| 32                                                                | Болото Северка | 304                      | Нижнетагильский лесхоз, Городское лесничество, кв. 41, 42, 51. В 7 км северо-восточнее г. Нижний Тагил | Ботанический и гидрологический памятник природы. Низинное лесное болото. Исток р. Северка. Место произрастания лекарственных растений |
| 33                                                                | Болото Паклинское | 347                      | Нижнетагильский лесхоз, Николо-Павловское лесничество, кв. 97, 98, 105, 106, 107, 113, 114, 115. В 1,5 км на север от п. Новоасбест                                                                                        | Ботанический и гидрологический памятник природы. Низинное лесное болото. Исток р. Северка. Место произрастания лекарственных растений |
| 34                                                                | Болото Морошечное | 237                      | Нижнетагильский лесхоз, Петрокаменское лесничество, кв. 174. В 7 км на северо-запад от д. Черемшанка, п. Новоасбест | Ботанический и гидрологический памятник природы. Мезотрофное лесное болото в истоке р. Ива |
| 35                                                                | Болото Шайтанское в горном узле Веселые горы                                                                                   | 1                        | На р. Шайтанка. На запад от п. Левиха | Ботанический и гидрологический памятник природы. Горное болото |
| 36                                                                | Гнездо беркута | 600                      | Нижнетагильский лесхоз, Сулемское лесничество, кв. 27, 28, 43, 44 | Зоологический памятник природы |
| 37                                                                | Гора Юрьев Камень | 847                      | Нижне-Тагильское лесничество, Николо-Павловское участковое лесничество, Черноисточинский участок, кварталы 159, 160, 166 - 168, 174, 175                                                                                   | Геоморфологический и ботанический памятник природы. Вершина горы, представлена живописными скальными останцами, покрытыми темнохвойным лесом |
| Памятники природы Нижнетуринского городского округа               | |                          | | |
| 1                                                                 | Скалы Елкинские | 75                       | Исовский лесхоз, Нижнетуринское лесничество, кв. 27, 43. Правобережье р. Туры вблизи п. Елкино | Геоморфологический и ботанический памятник природы. Известняковые скалы с реликтовыми и эндемичными растениями |
| 2                                                                 | Верхнее-Исовский кедровник | 106                      | Исовский лесхоз, Косьинское лесничество, кв. 93, 94, 99. В окрестностях п. Верх-Ис | Ботанический памятник природы. Старый припоселковый кедровник. Высокопродуктивное насаждение |
| 3                                                                 | Болото Шумихинское | 79                       | Исовский лесхоз, Качканарское лесничество, кв. 1-8, 14, 15, 132-139. В 3,5 км на юг от д. Шуркино | |
| Памятники природы Новолялинского района                           | |                          | | |
| 1                                                                 | Павдинский естественный горный кедровник                                                                                       | 648                      | Новолялинский лесхоз, Павдинское лесничество, кв. 88, 120, 121, 89, 90. В окрестностях пос. Павда | Ботанический памятник природы. Горный кедровник. Спелое (до 300 лет) высокопродуктивное насаждение кедра |
| 2                                                                 | Озеро Спайское | 48                       | Новолялинский лесхоз, Сухогорское лесничество, кв. 104. К северу от п. Павда | Гидрологический и ботанический памятник природы |
| 3                                                                 | Болото Чащевитое | 542                      | Новолялинский лесхоз, Коноплянское лесничество, кв. 200, 271. В 1 км от д. Крутая | Ландшафтный памятник природы. Олиготрофное сосново-сфагновое болото |
| 4                                                                 | Болото Чистое | 908                      | Новолялинский лесхоз, Коноплянское лесничество, кв. 298, 299, 300. На водоразделе рек Ляля и Октай. В 6,5 км на юго-восток от г. Новая Ляля                                                                                | Ландшафтный памятник природы. Олигомезотрофное болото |
| 5                                                                 | Болото Владимирское | 721                      | Новолялинский лесхоз, Коноплянское лесничество, кв. 244, 245, 265, 266, 267 | Ландшафтный памятник природы. Олиготрофное, сосново-сфагновое болото |
| Памятники природы городского округа Первоуральск                  | |                          | | |
| 1                                                                 | Скала Соколиный камень с окружающими лесами                                                                                    | 100                      | Учебное и научно-производственное комплексное государственное лесохозяйственное предприятие Уральской государственной лесотехнической академии, Северское лесничество, кв. 36                                              | Геоморфологический, ботанический и археологический памятник природы. Живописные гранитные скалы с комплексом скальной флоры, представляющие собой крупные глыбы округлых очертаний. Упоминается в народных легендах                                         |
| 2                                                                 | Камень Собачьи ребра | 5                        | Левый берег р. Чусовой, около турбазы Коуровка | Геоморфологический памятник природы. Живописные береговые утесы в виде наклонных известняковых плит |
| 3                                                                 | Камень Гребешки | 50                       | Левый берег р. Чусовой, в 10 км от д. Трёка | Геоморфологический, ботанический памятник природы. Живописные скалы, покрытые редкой растительностью, упоминается в народных сказаниях |
| 4                                                                 | Камень Часовой (Гуляй) | 5                        | На правом берегу р. Чусовой, у дома отдыха Коуровка-2 | Геоморфологический, ботанический памятник природы. Живописные скалы с комплексом скальной флоры |
| 5                                                                 | Камень Шайтан | 10                       | На правом берегу р. Чусовой, у с. Нижнее Село | Геоморфологический, ботанический и исторический памятник природы. Массивный камень с пещерками. Комплекс скальной флоры. Упоминается в народных сказаниях                                                                                                   |
| 6                                                                 | Камень Сокол | 3                        | На левом берегу р. Чусовой, у с. Нижнее Село | Геоморфологический памятник природы. Невысокий залесенный камень |
| 7                                                                 | Камень Высокий | 3                        | На правом берегу р. Чусовой, у д. Трека | Геоморфологический памятник природы. Красивый камень с пещерой |
| 8                                                                 | Камень Каменский | 5                        | На левом берегу р. Чусовой, у д. Каменка | Геоморфологический, историко-литературный памятник природы. Невысокая скала. Упоминается в произведениях Д.Н. Мамина-Сибиряка (ошибочное утверждение – Адм.)                                                                                                |
| 9                                                                 | Камень Шишимский | 1,3                      | Билимбаевский лесхоз, Билимбаевское лесничество, кв. 114. На правом берегу р. Чусовой, в устье реки Большой Шишим | Геоморфологический памятник природы. Невысокие известняковые скалы |
| 10                                                                | Камень Слободский | 5                        | На правом берегу р. Чусовой у села Слобода | Геоморфологический, ботанический памятник природы. Живописные береговые утесы-бастионы с комплексом скальной флоры |
| 11                                                                | Камень Георгиевский | 50                       | На правом берегу р. Чусовой, у с. Слобода | Геоморфологический, ботанический памятник природы. Мощная гряда камней, обрывающихся к воде. Комплекс редкой скальной флоры |
| 12                                                                | Озеро Глухое с окружающими лесами                                                                                              | 330                      | Верх-Исетский лесхоз, Широкореченское лесничество, кв. 72, 6, 73. В окрестностях Екатеринбурга | Ландшафтный памятник природы. Небольшой и неглубокий живописный водоем (67 га) с болотистыми берегами. Место гнездования водоплавающих птиц |
| 13                                                                | Роща Могилица | 10                       | В поселке Билимбай | Ботанический памятник природы. Просадка сосны 1888 года |
| 14                                                                | Высокопроизводительные насаждения сосны                                                                                        | 47                       | Билимбаевский лесхоз, Подволошинское лесничество, кв. 44 | Ботанический памятник природы. Естественные насаждения сосны высокой производительности |
| 15                                                                | Высокопроизводительные насаждения сосны, березы, ели                                                                           | 18,5                     | Билимбаевский лесхоз, Первоуральское лесничество, кв. 74, 76. В окрестностях г. Первоуральск | Ботанический памятник природы. Естественные насаждения сосны, ели, березы с высокой производительностью |
| 16                                                                | Высокопроизводительные насаждения сосны                                                                                        | 19,9                     | Билимбаевский лесхоз, Подволошинское лесничество, кв. 13, 14 | Ботанический памятник природы. Культуры сосны высокой производительности |
| 17                                                                | Культуры сосны 1864 года | 4,2                      | Билимбаевский лесхоз, Первоуральское лесничество, кв. 52, подножие горы Теплая. В окрестностях г. Первоуральска | Ботанический памятник природы. Культуры сосны, высокопродуктивные сосновые насаждения |
| 18                                                                | Высокопроизводительные насаждения березы, сосны, ели                                                                           | 56,4                     | Билимбаевский лесхоз, Новоуткинское лесничество, кв. 27, 31, 32 | Ботанический памятник природы. Высокопродуктивные насаждения |
| 19                                                                | Культуры сосны 1887 года | 144,4                    | Билимбаевский лесхоз, Билимбаевское лесничество, кв. 113, 122, 132 | Ботанический памятник природы. Высокопродуктивные насаждения. Старые сосновые культуры |
| 20                                                                | Культуры сосны 1892 года | 29,7                     | Билимбаевский лесхоз, Билимбаевское лесничество, кв. 87 | Ботанический памятник природы. Высокопродуктивные насаждения |
| 21                                                                | Культуры ели 1910 и 1916 годов                                                                                                 | 12,0                     | Билимбаевский лесхоз, Билимбаевское лесничество, кв. 130. На горе Липовая | Ботанический памятник природы. |
| 22                                                                | Лесные культуры сосны и лиственницы 1952-1959 годов                                                                            | 60,4                     | Билимбаевский лесхоз, Билимбаевское лесничество, кв. 158 | Ботанический памятник природы. Высокопродуктивные насаждения |
| Памятники природы Полевского городского округа                    | |                          | | |
| 1                                                                 | Гора Азов | 217                      | Полевской лесхоз, Полевское лесничество, кв. 30-32, 43-45. В 8 км от города Полевского | Геологический, ботанический и археологический памятник природы (жертвенное место эпохи бронзы) и историко-литературный (описан в сказах П.П. Бажова). Вершина Ревдинского хребта в виде зубчатого гребня, сложенного диабазами. Окружена сосновым лесом     |
| 2                                                                 | Гора Думная | 3,5                      | Черта г. Полевского, правый берег р. Полевой | Геологический, геоморфологический, археологический и историко-литературный памятник природы. Место основания в 1709 году медного рудника и тайных сходок рабочих, упомянут в сказах П.П. Бажова                                                             |
| 3                                                                 | Глубочинский пруд | 152                      | Полевской лесхоз, Полевское лесничество, кв. 171, 172, 185. В окрестностях г. Полевского | Гидрологический памятник природы. Живописный водоем |
| Памятники природы Пышминского района                              | |                          | | |
| 1                                                                 | Чернышевский бор | 802                      | Пышминский лесхоз, Пышминское лесничество, кв. 23-28, 38, 46. На правом берегу р. Пышма около с. Чернышево | Ботанический памятник природы. Высокопродуктивное насаждение |
| 2                                                                 | Высокопродуктивное насаждение сосны                                                                                            | 186                      | Пышминский лесхоз, Четкаринское лесничество, кв. 2. В окрестностях р. Пышмы | Ботанический памятник природы. Участки Припышминских боров |
| Памятники природы городского округа Ревда                         | |                          | | |
| 1                                                                 | Гора Каменная с окружающими лесами                                                                                             | 566                      | Ревдинский лесхоз, Ревдинское лесничество, кв. 1, 2, 113, 128-130 (урочище каменное), к востоку от г. Ревды | Ландшафтный памятник природы. Горная цепь с выходом на поверхность каменных останцов |
| 2                                                                 | Гора Воробьиный | 235                      | Ревдинский лесхоз, Октябрьское лесничество, кв. 132, 133, к юго-востоку от г. Ревды | Геоморфологический, ботанический памятник природы. Оригинальные останцы на вершине горы. Живописная местность |
| 3                                                                 | Гора Вязовая | 99                       | Ревдинский лесхоз, Октябрьское лесничество, кв. 95 | Геоморфологический, ботанический памятник природы. Одна из самых высоких вершин Ревдинского хребта |
| 4                                                                 | Гора Дыроватый Камень | 230                      | Ревдинский лесхоз, Октябрьское лесничество, кв. 126, 127 | Геоморфологический, ботанический памятник природы. Одна из самых высоких вершин Ревдинского хребта. Место произрастания эндемиков уральской флоры |
| 5                                                                 | Гора Старик-камень | 197                      | Ревдинский лесхоз, Лавровское лесничество, кв. 1 | Геоморфологический памятник природы. Скальные обнажения высотой 25-30 м с очертаниями, напоминающими голову старика в фуражке |
| 6                                                                 | Гора Дед-камень | 145                      | Ревдинский лесхоз, Лавровское лесничество, кв. 8. В 7 км к западу от г. Ревды | Геоморфологический памятник природы. Скальные обнажения высотой 35 м |
| 7                                                                 | Агаповские боры | 70                       | Ревдинский лесхоз, Ревдинское лесничество, кв. 105, 106 | Уникальные сосновые боры |
| 8                                                                 | Кабалинские родники | 1                        | Черта города Ревда | Гидрологический памятник природы |
| 9                                                                 | Исток р. Малый Ик (Платонида)                                                                                                  | 206                      | Ревдинский лесхоз, Марьинское лесничество, кв. 141 | Гидрологический, исторический памятник природы. Радоновый источник. В прошлом один из крупных старообрядческих центров на Урале |
| 10                                                                | Ново-Мариинское водохранилище с окружающими лесами                                                                             | 40                       | В 15 км от города Ревды | Живописный водоем с чистой водой |
| 11                                                                | Болото Вязовское | 730                      | Ревдинский лесхоз, Дегтярское лесничество, кв. 49, 48, 57, 58, 65, 66, 76, 77. В 0,5 км на восток от г.Дегтярска | Ландшафтный памятник природы. Осоковое, низинное болото. Зона питьевого режима |
| 12                                                                | Болото Козье | 30                       | Ревдинский лесхоз, Мариинское лесничество, кв. 41. В 9,5 км от Мариинска | Ботанический памятник природы. Сосново-сфагновое верховое болото |
| 13                                                                | Болото Моховое - Красноярское                                                                                                  | 120                      | Ревдинский лесхоз, Октябрьское лесничество, кв. 111. В 1 км на северо-восток от п. Краснояр | Ботанический, гидрологический памятник природы. Лесное низинное болото. Исток рек |
| Памятники природы Режевского района                               | |                          | | |
| 1                                                                 | Камень Белый | 5,6                      | Режевской лесхоз, Режевское лесничество, кв. 12. На правом берегу реки Реж в окрестностях г. Режа | Геоморфологический, ботанический памятник природы. Мощный известняковый утес с комплексом редкой скальной флоры |
| 2                                                                 | Камень Большой | 5                        | Режевской лесхоз, Глинское лесничество, кв. 8. На правом берегу р. Реж, в окрестностях д. Голендухино | Геоморфологический, ботанический памятник природы. Живописные известняковые скалы с комплексом редкой скальной флоры |
| 3                                                                 | Камень Глинский | 4,4                      | Режевской лесхоз, Глинское лесничество, кв. 65. На правом берегу р. Реж | Геоморфологический, ботанический памятник природы. Живописные известняковые скалы с комплексом редкой скальной флоры |
| 4                                                                 | Камень Брагино | 5                        | Режевской лесхоз, Глинское лесничество, кв. 70. В окрестностях д. Голендухино на правом берегу р. Реж | Геоморфологический, ботанический памятник природы. Живописные известняковые скалы с комплексом редкой скальной флоры |
| 5                                                                 | Камень Першинский | 5                        | Режевской лесхоз, Глинское лесничество, кв. 8. В окрестностях с. Першино, на правом берегу р. Реж | Геоморфологический, ботанический памятник природы. Невысокие скалы с комплексом редкой скальной флоры |
| 6                                                                 | Камень Шайтан | 250                      | Режевской лесхоз, Липовское лесничество, кв. 61. Около с. Октябрьского на р. Реж, вблизи устья р. Шайтанка | Геоморфологический, ботанический памятник природы. Отвесные высокие скалы, обращенные к реке |
| 7                                                                 | Камень Сохаревский | 5                        | Режевской лесхоз, Глинское лесничество, кв. 10. На правом берегу р. Реж | Геоморфологический, ботанический памятник природы. Невысокие скалы с комплексом редкой скальной флоры |
| 8                                                                 | Скалы Пять братьев | 237                      | Режевской лесхоз, Режевское лесничество, кв. 50. В окрестностях г. Режа на правом берегу реки Реж | Геоморфологический, ботанический памятник природы. Живописные серпентинитовые скалы в виде стены из нескольких останцов |
| 9                                                                 | Сохарёвская пещера | 0,5                      | Режевской лесхоз, Глинское лесничество, кв. 10. На правом берегу реки Реж | Геоморфологический памятник природы. Небольшая карстовая пещера |
| 10                                                                | Копи Семениха | 17                       | Режевской лесхоз, Крутихинское лесничество, кв. 28. В окрестностях п. Крутиха | Геоморфологический, исторический памятник природы. Старинные копи самоцветных камней (Адуйская группа) |
| Памятники природы Североуральского городского округа              | |                          | | |
| 1                                                                 | Скалы Грюнвальдта | 0,75                     | В черте г. Североуральска | Геоморфологический и стратиграфический памятник природы. Комплекс скальных останцов и крутосклонов. Место произрастания скальной и степной флоры редких охраняемых видов                                                                                    |
| 2                                                                 | Скалы Три Брата | 47,4                     | Североуральский лесхоз, Петропавловское лесничество, кв. 51, 66, 60, 84-86 | Ботанико-геоморфологический памятник природы. Высокие известняковые скалы, разделенные логами на три крупных залесенных останца |
| 3                                                                 | Петропавловская карстовая пещера                                                                                               | 1                        | Черта города Североуральска | Геоморфологический, археологический и исторический памятник. Небольшая карстовая пещера под Петропавловской церковью. Найдены кости древних животных |
| 4                                                                 | Пещера Тренькинская | 4                        | Североуральский лесхоз, Черемуховское лесничество, кв. 45. На правом берегу старого русла реки Сосьвы | Геоморфологический памятник природы. Небольшая карстовая пещера интересной формы |
| 5                                                                 | Усть-Кальинская пещера | 1,7                      | Североуральский лесхоз, Черемуховское лесничество, кв. 101. На правом берегу реки Кальи, в окрестностях п. Калья | Геоморфологический памятник природа. Небольшая карстовая пещера с входом на высоте 17 м над уровнем воды |
| 6                                                                 | Шахта Светлая | 1                        | Североуральский лесхоз, Всеволодское лесничество, кв. 101, вблизи оз. Светлого | Геоморфологический памятник природы. Глубокий карстовый провал (один из самых глубоких в области) |
| 7                                                                 | Озеро Верхнее | 443                      | Североуральский лесхоз, Всеволодское лесничество, кв. 44, 49, 78, 91. В окрестностях с. Всеволодо-Благодатского | Гидрологический, ботанико-гидрологический и археологический памятник природы. Небольшое озеро в восточных отрогах Северного Урала |
| 8                                                                 | Озеро Светлое с прилегающими к нему сосновыми борами                                                                           | 865                      | Североуральский лесхоз, Всеволодское лесничество, кв. 95, 96 | Ландшафтный памятник природы. Бессточное озеро в восточных предгорьях Среднего Урала. Место произрастания редких растений |
| Памятники природы Серовского и Сосьвинского городских округов     | |                          | | |
| 1                                                                 | Сосьвинские старицы | 289                      | Серовский лесхоз, Филькинское лесничество, кв. 128-130, 150, 172. В окрестностях п. Урай | Ландшафтный памятник природы. Участки долины реки Сосьвы со старицами |
| 2                                                                 | Озеро Осиновское (Круглое) | 60                       | В 0,5 км от с. Филькино | Гидрологический, ботанический памятник природы. Старица реки Сосьва. Место произрастания ириса сибирского на западном пределе ареала в России. Заросли кувшинки и кубышки                                                                                   |
| 3                                                                 | Озеро Ушинское (Ушминское) | 50                       | Серовский лесхоз, Андриановское лесничество, кв. 235, 236. В истоке реки Ушма | Гидрологический памятник природы. Небольшое озеро в истоке реки Ушма с живописными лесами по берегам |
| 4                                                                 | Тетерькинский кедровник | 388                      | Серовский лесхоз, Серовское лесничество, кв. 137, 138, 149, 150, 151. На р. Тетерька, на правом притоке реки Каква | Ботанический памятник природы. Типичный для Северного Зауралья кедровник |
| 5                                                                 | Кедровник на Таньковском болоте                                                                                                | 384                      | Серовский лесхоз, Таньковское лесничество, кв. 299-302, 328-330. В окрестностях п. Красноярка | Ботанический памятник природы. Высокопродуктивные насаждения кедра |
| 6                                                                 | Подгарничный кедровник | 410                      | Серовский лесхоз, Таньковское лесничество, кв. 261, 262, 288, 289. В окрестностях п. Подгарничного на водоразделе рек Подгарничной и Словянки                                                                              | Ботанический памятник природы. Высокопродуктивное насаждение кедра |
| 7                                                                 | Припоселковый кедровник | 20                       | У ст. Андриановичи | Ботанический памятник природы. Старый окультуренный кедровник |
| 8                                                                 | Красноярский кедровник | 37,5                     | Серовский лесхоз, Красноярское лесничество, кв. 26, 29. Южнее г. Серова, недалеко от железной дороги | Ботанический памятник природы. Высокопродуктивные насаждения кедра в возрасте 200-220 лет |
| 9                                                                 | Лиственничная аллея | 0,5                      | Черта г. Серова, у кинотеатра Юбилейный | Ботанический памятник природы. Старые культуры лиственницы сибирской |
| 10                                                                | Филькинский сосняк - I | 28                       | Серовский лесхоз, Филькинское лесничество, кв. 175. К югу от с. Филькино | Ботанический памятник природы. Высокопродуктивные насаждения сосняка-брусничника |
| 11                                                                | Филькинский сосняк - II | 5,1                      | Серовский лесхоз, Филькинское лесничество, кв. 176. К югу от с. Филькино | Ботанический памятник природы. Высокопродуктивные насаждения сосняка-брусничника |
| Памятники природы Слободо-Туринского района                       | |                          | | |
| 1                                                                 | Вязовые лески по р. Сарапулка                                                                                                  | Точечное местонахождение | Слободо-Туринский лесхоз, Сладковское лесничество. В 2 км от д. Барбашина | Ботанический памятник природы. Деревья вяза гладкого на восточном пределе ареала в России |
| 2                                                                 | Деревья вяза гладкого | 0,2                      | Слободо-Туринский лесхоз, Сладковское лесничество, кв. 13, 18. В д. Барбашина на левом берегу р. Туры | Ботанический памятник природы. Деревья вяза гладкого на восточном пределе ареала в России |
| 3                                                                 | Устье реки Ницы | 200                      | Окрестности с. Усть-Ницинское | Гидрологический памятник природы. Место произрастания редких видов растений (кувшинки, кубышки) |
| 4                                                                 | Болото Дикое - Ремник | 86                       | Слободо-Туринский лесхоз, Ницинское лесничество. На левобережной надпойменной террасе реки Ница. В 1 км на северо-запад от с. Ницинское                                                                                    | Ландшафтный памятник природы. Сосновое верховое и низинное осоковое болото. Пример рямового займищного болота |
| 5                                                                 | Болото Тимкинский рям | 52                       | Слободо-Туринский лесхоз, Ницинское лесничество, кв. 55. В 2,5 км на запад от с. Ницинское, на левом берегу р. Ница | Ботанический, гидрологический памятник природы. Сосново-сфагновый рям, на левобережной надпойменной террасе р. Ниццы. Олиготрофное, уникальное для подзоны болото. Место произрастания клюквы                                                               |
| Памятники природы городского округа Сухой Лог                     | |                          | | |
| 1                                                                 | Скала Дивья гора | 15                       | Сухоложский лесхоз. На левом берегу реки Пышмы, вблизи урочища Беленьковская роща у с. Рудянское | Геоморфологический, ботанический памятник природы. Известняковая скала оригинальной формы с комплексом скальной флоры |
| 2                                                                 | Скала Чёртов Стул | 5                        | Сухоложский лесхоз, Курьинское лесничество, кв. 114. Территория курорта Курьи | Геоморфологический, ботанический памятник природы. Известняковая скала с комплексом скальной флоры |
| 3                                                                 | Скала Три Сестры | 5                        | Сухоложский лесхоз, Курьинское лесничество, кв. 114. Территория курорта Курьи | Геоморфологический, ботанический памятник природы. Известняковая скала с комплексом скальной флоры |
| 4                                                                 | Скала Профессорская | 5                        | Сухоложский лесхоз, Винокурское лесничество, кв. 67. В окрестностях детского санатория Глядены | Геоморфологический, ботанический памятник природы. Известняковая скала с комплексом скальной флоры |
| 5                                                                 | Сухоложская пещера | 1                        | Сухоложский лесхоз, Курьинское лесничество, кв. 112. В черте г. Сухой Лог. На левом берегу реки Пышмы | Геоморфологический, археологический памятник природы. Небольшая пещера с археологическими находками (стоянка древнего человека) |
| 6                                                                 | Сосновый бор | 64                       | Сухоложский лесхоз, Винокуровское лесничество, кв. 67. В окрестностях детского санатория Глядены | Ботанический памятник природы, расположенный на высоких террасах реки Пышмы |
| 7                                                                 | Липовая аллея | 2                        | Сухоложский лесхоз, Курьинское лесничество, кв. 114 | Ботанический памятник природы. Живописная аллея |
| 8                                                                 | Болото Гальянское | 309                      | В 2,5 км юго-западнее р.п. Алтынай. Вокруг озера Гальян | Ботанический, гидрологический памятник природы. Низинное, верховое, лесостепное, древесно-осоковое болото. Водоохранная зона озера Гальян |
| 9                                                                 | Болото Каменско-Алтынайское | 822                      | Сухоложский лесхоз, Алтынайское лесничество, кв. 102, 104-106, Винокуровское лесничество, кв. 8, 17. В 2 км на запад от р.п. Алтынай                                                                                       | Ландшафтный памятник природы. Низинное, осоковое болото вокруг оз. Алтынай. Исток 3-х рек, регулятор уровня воды в озере |
| Памятники природы Сысертского района                              | |                          | | |
| 1                                                                 | Асбест-Камень | 91,7                     | Сысертский лесхоз, Сысертское лесничество, кв. 308 | Геоморфологический, гидрологический памятник природы. Отработанный рудник, заполненный водой |
| 2                                                                 | Камень Сивко-Бурко | 15,99                    | Сысертский лесхоз, Сысертское лесничество, кв. 51 | Геоморфологический, ботанический и историко-революционный памятник природы. Невысокие мраморные глыбы. Место подпольных собраний и тайных сходок рабочих г. Сысерти                                                                                         |
| 3                                                                 | Гора Марков Камень с окружающими лесами                                                                                        | 277                      | Сысертский лесхоз, Сысертское лесничество, кв. 319, 325 | Геоморфологический, археологический и историко-литературный памятник природа. Вершина Каслинско-Сысертского кряжа. Гранитные скалы с матрацевидными отдельностями с комплексом редких растений. Стоянка древнего человека. Описывается в сказах П.П. Бажова |
| 4                                                                 | Камень Соколиный | 202,2                    | Сысертский лесхоз, Никольское лесничество, кв. 3, 4, 12, 13, 22, 23. На краю Окункульковского болота, юго-западнее озера Багаряк                                                                                           | Геоморфологический, ботанический памятник природы. Камень (высотой более 20 м) из гнейса |
| 5                                                                 | Весёлый Увал | 520                      | Сысертский лесхоз, Верх-Сысертское лесничество, кв. 20, 21, 29, 30, 37, 38, 45, 46 | Ландшафтный памятник природы. Значительно расчлененный горный кряж, высотой 430 м, с множеством гранитных останцов. Комплекс редких растений |
| 6                                                                 | Скалы на реке Исеть | 3                        | Сысертский лесхоз, Двуреченское лесничество, кв. 37. У пос. Двуреченск | Геоморфологический, ботанический памятник природы. Невысокие скалы на левом берегу реки Исети с остепненной растительностью |
| 7                                                                 | Скалы на правом берегу реки Сысерть                                                                                            | 2                        | Сысертский лесхоз, Кашинское лесничество, кв. 9. В окрестностях с. Черданцево | Геоморфологический, ботанический памятник природы. Скалы с остепненной растительностью |
| 8                                                                 | Хромовый рудник | 2                        | Сысертский лесхоз, Бородулинское лесничество, кв. 6. Около д. Шайдурово | Геологический памятник природы. Отработанный хромовый рудник |
| 9                                                                 | Абрамовский разрез | 50                       | Сысертский лесхоз, Щелкунское лесничество, кв. 19. В окрестностях с. Абрамовского | Геологический, гидрологический памятник природы. Старый затопленный глубокий карьер |
| 10                                                                | Озеро Тальков Камень с окружающими лесами                                                                                      | 89,4                     | Сысертский лесхоз, Сысертское лесничество, кв. 66, 75 | Гидрологический, ботанический, историко-революционный памятник природы. Старый затопленный тальковый рудник в отрогах Черновского увала. Комплекс редких растений                                                                                           |
| 11                                                                | Сысертский сосновый бор | 97                       | Сысертский лесхоз, Сысертское лесничество, кв. 80. Черта г. Сысерти, южная окраина у Челябинского тракта | Ботанический памятник природы. Чистые высокопроизводительные сосновые древостои |
| 12                                                                | Сысертский дуб | 0,01                     | Черта города Сысерти, в пер. Садовый | Ботанический памятник природы. Могучий вековой дуб вне ареала. Посажен в 1860 году |
| 13                                                                | Болото Чистое | 229                      | Сысертский лесхоз, Щелкунское лесничество, кв. 80, 86, 87. На западном склоне к оз. Багаряк, в 0,5 км на северо-запад от д. Космаковой                                                                                     | Ботанический, зоологический памятник природы. Низинное осоковое болото. Место отела косуль |
| 14                                                                | Багаряк | 139                      | Площадь – 61,8 га. Сысертский лесхоз, Щелкунское лесничество, кв. 67. Площадь – 77,2 га. Щелкунская администрация, Сысертский район. На северном склоне к оз. Багаряк от д. Космаковой                                     | Гидрологический, зоологический памятник природы. Низинное осоково-тростниковое болото. Место обитания журавлей |
| 15                                                                | Болото Лезгинское | 470                      | В истоке р. Лезга, у д. Космаковой | Ландшафтный памятник природы. Низинное осоково-тростниковое болото. Исток реки Лезга |
| Памятники природы Таборинского района                             | |                          | | |
| 1                                                                 | Вязовые лески и одиночные деревья вяза гладкого                                                                                | 80,4                     | Таборинский лесхоз, Чешское лесничество, кв. 210, 211 | Ботанический памятник природы. Северо-восточная граница ареала вяза гладкого в России |
| Памятники природы Тавдинского района                              | |                          | | |
| 1                                                                 | Болото Сорочье | 529                      | Тавдинский лесхоз, Тавдинское лесничество, кв. 112, 118, 119, Городское лесничество, кв. 107, 133 | Ландшафтный памятник природы. Водораздельное верховое, сосново-сфагновое болото. Исток рек |
| Памятники природы Талицкого района                                | |                          | | |
| 1                                                                 | Николаевский бор | 83                       | Талицкий лесхоз, Троицкое лесничество, кв. 102 | Ботанический памятник природы, один из самых северных участков лесостепных боров |
| 2                                                                 | Бор - зеленомошник | 22,9                     | Национальный парк «Припышминские боры», Талицкое лесничество, кв. 35 | Ботанический памятник природы. Высокопродуктивные сосновые насаждения. Участок Припышминских боров |
| 3                                                                 | Образцовые культуры лиственницы сибирской                                                                                      | 3,8                      | Национальный парк «Припышминские боры», Угринское лесничество, кв. 24 | Ботанический памятник природы. Образец лесокультурного дела 1901 года |
| 4                                                                 | Образцовые культуры ели сибирской                                                                                              | 13,7                     | Национальный парк «Припышминские боры», Мохиревское лесничество, кв. 34 | Ботанический памятник природы. Образец лесокультурного дела 1903 года |
| 5                                                                 | Старинные образцовые культуры ели                                                                                              | 5,7                      | Национальный парк «Припышминские боры», Мохиревское лесничество, кв. 48 | Ботанический памятник природы. Образец лесокультурного дела 1913 года |
| 6                                                                 | Ургинский пруд с окружающими лесами                                                                                            | 93                       | Окрестности города Талицы | Гидрологический памятник природы. Небольшой водоем |
| 7                                                                 | Урочище Солонцы | 124                      | В 3 км на юго-запад от д. Гомзикова | Ботанический памятник природы. Участок лесостепи на северном пределе в Зауралье на типичных солонцах |
| 8                                                                 | Болото Медвежий Рям | 46,9                     | Талицкий лесхоз, Боровское лесничество, кв. 12. Между р. Беляковка и р. Ретина, в 2 км на север от п. Боровского | Ботанический памятник природы. Олиготрофный, сосново-сфагновый рям. Место произрастания клюквы |
| 9                                                                 | Болото Кунгурское | 178,1                    | Талицкий лесхоз, Пышминское лесничество, кв. 67-70. В истоке р. Кунгурка | Ботанический, гидрологический памятник природы. Осоково-тростниковое болото. Истоки рек. Место обитания журавлей |
| 10                                                                | Болото Савватеевский Рям | 22                       | В 1,5 км на юго-восток от с. Горкино | Ботанический памятник природы. Олиготрофное сосново-сфагновое болото, южная граница бореальных растений, клюквы, морошки |
| 11                                                                | Болото Суховский Рям | 20                       | В 51 км на юго-запад от г. Талицы | Ботанический памятник природы. Олиготрофное, сосново-сфагновое болото, южная граница бореалов |
| 12                                                                | Болото Чубаровский Рям | 494                      | В 54 км на юг от г. Талица | Ботанический памятник природы. Олиготрофное, сосново-сфагновое болото, южная граница бореалов и олиготрофов |
| Памятники природы Тугулымского района                             | |                          | | |
| 1                                                                 | Острова: Авраамов, Сосновый, Пустынный, Пихтовый                                                                               | 174,4                    | Национальный парк «Припышминские боры», Трошковское-2 лесничество, кв. 39, 40, 61, 62, 63, 65, 66, 92, 93 | Ботанический памятник природы. Участки никогда не рубившихся светлохвойных и темнохвойных древостоев с участием кедра на южном пределе его ареала в Зауралье                                                                                                |
| 2                                                                 | Лагушинский бор | 39                       | Тугулымский лесхоз, Ертарское лесничество, кв. 87. В окрестностях р.п. Ертарский | Ботанический памятник природы. Высокопродуктивные сосновые насаждения. Эталон хозяйства |
| 3                                                                 | Участки сосновых боров с вереском обыкновенным                                                                                 | 186                      | Национальный парк «Припышминские боры», Трошковское – 1 лесничество, кв. 73, 79, 80 | Ботанический памятник природы. Местонахождение вереска обыкновенного в отрыве от своего основного ареала в Восточной Европе |
| 4                                                                 | Озеро Гуринское с окружающими лесами                                                                                           | 77                       | Национальный парк «Припышминские боры», Трошковское – 2 лесничество, кв. 31, 51, 49, 50 | Гидрологический и ботанический памятник природы. Живописное озеро с высокими песчаными берегами, окруженное чистым сосновым лесом |
| 5                                                                 | Ветлачихинский пруд | 227                      | Тугулымский лесхоз, Ертарское лесничество, кв. 231, 227 | Гидрологический и исторический памятник природы |
| Памятники природы Туринского района                               | |                          | | |
| 1                                                                 | Неждановский кедровник | 7,3                      | Туринский лесхоз, Туринское лесничество, кв. 4 | Ботанический памятник природы. Старый припоселковый кедровник |
| 2                                                                 | Шуфрукский кедровник | 65                       | Туринский лесхоз, Коркинское лесничество, кв. 17. В окрестностях пос. Шуфрук | Ботанический памятник природы. Стары припоселковый кедровник |
| 3                                                                 | Урвановский кедровник | 15                       | Туринский лесхоз, Коркинское лесничество, кв. 3, 5 | Ботанический памятник природы. Старый припоселковый кедровник |
| 4                                                                 | Городищенский кедровник | 21,1                     | Туринский лесхоз, Коркинское лесничество, кв.45, 49 | Ботанический памятник природы. Старый припоселковый кедровник |
| 5                                                                 | Вязовые лески и одиночные деревья вяза гладкого в пойме реки Тура                                                              | Точечное местонахождение | Туринский лесхоз, Ленское лесничество, кв. 53-55. Вблизи рек Турузбаевка и Вагышевка | Ботанический памятник природы. Крайняя северо-восточная граница ареала вяза гладкого в России |
| 6                                                                 | Леонтьевский припоселковый кедровник                                                                                           | 0,5                      | В окрестностях с. Леонтьевское | Ботанический памятник природы. Стары припоселковый кедровник |
| 7                                                                 | Лебедевский ельник | 157                      | Туринский лесхоз, Ленское лесничество, кв. 2 | Ландшафтный памятник природы. Лесной массив, имеющий эстетическое, экологическое, оздоровительное значение |
| 8                                                                 | Водоисточник с окружающими лесами                                                                                              | 523                      | Туринский лесхоз, Шарыгинское лесничество, кв. 140-143 | Гидрологический, ботанический памятник природы. Лечебный источник, имеющий оздоровительное значение. Место нахождения охраняемых видов растений |
| Памятники природы Шалинского района                               | |                          | | |
| 1                                                                 | Гора Сабик с покрывающими её лесами                                                                                            | 200                      | Шалинский лесхоз, Староуткинское лесничество, кв. 109, 110, 124, 125, 137. В 5 км от поселка Староуткинск | Ландшафтный памятник природы. Одна из самых высоких вершин на западном склоне Среднего Урала. Интересные обнажения. Темнохвойные леса |
| 2                                                                 | Камень Винокуренный | 100                      | Шалинский лесхоз, Староуткинское лесничество, кв. 16. На левом берегу реки Чусовой | Геоморфлогический, ботанический памятник природы. Скалы высотой до 45 м, протянувшиеся на 400 м. Комплекс скальной флоры |
| 3                                                                 | Камень Богатырь | 25                       | Шалинский лесхоз, Староуткинский совхоз. На северо-восточной окраине р.п. Староуткинска на левом берегу р. Чусовой | Геоморфологический, ботанический, историко-литературный памятник природы. Высокая известняковая скала с комплексом скальной флоры. |
| 4                                                                 | Камень Бражный | 20                       | Шалинский лесхоз, Староуткинское лесничество, кв. 122. В окрестностях р.п. Староуткинска на правом берегу р. Чусовой | Геоморфологический, ботанический памятник природы. Известняковая скала, полузаросшая лесом. Комплекс скальной флоры |
| 5                                                                 | Камень Висячий | 20                       | Шалинский лесхоз, Староуткинское лесничество, кв. 122. В окрестностях р.п. Староуткинск на правом берегу р. Чусовой | Геоморфологический, ботанический памятник природы. Известняковая скала, нависшая над рекой. Комплекс скальной флоры |
| 6                                                                 | Камень Дыроватый | 25                       | Шалинский лесхоз, Староуткинское лесничество, кв. 122. В окрестностях р.п. Староуткинск на левом берегу р. Чусовой | Геоморфологический, ботанический памятник природы. Скала оригинальной формы с ячейками карстового происхождения. Комплекс скальной флоры |
| 7                                                                 | Камень Сокол | 10                       | Шалинский лесхоз, Староуткинское лесничество, кв. 19. На левом берегу р. Чусовой | Геоморфологический, ботанический памятник природы. Известняковая скала высотой 25 м, нависшая над рекой. Комплекс скальной флоры |
| 8                                                                 | Камень Балабан | 25                       | Шалинский лесхоз, Староуткинское лесничество, кв. 122. В окрестностях р.п. Староуткинска на правом берегу р. Чусовой | Геоморфологический, ботанический памятник природы. Известняковая скала высотой 40 м. Камень-боец. Комплекс скальной флоры |
| 9                                                                 | Камень Боярин | 5                        | Шалинский лесхоз, Староуткинское лесничество, кв. 136 | Геоморфологический памятник природы. Известняковая скала оригинальной формы с большой надводной нишей. Комплекс скальной флоры |
| 10                                                                | Камень Шило | 30                       | Шалинский лесхоз, Староуткинский совхоз. На левом берегу р. Чусовой | Геоморфологический памятник природы. Известняковая скала, гладкой стеной возвышающаяся над водой. Комплекс скальной флоры |
| 11                                                                | Камень Мосин | 30                       | Шалинский лесхоз, Староуткинское лесничество, кв. 33. На правом берегу р. Чусовой | Геоморфологический, ботанический памятник природы. Величественный (до 60 м) камень-боец. Комплекс скальной флоры |
| 12                                                                | Камень Гардым | 5                        | Шалинский лесхоз, Староуткинское лесничество, кв. 40. На левом берегу р. Чусовой | Геоморфологический, ботанический памятник природы. Живописные известняковые скалы. Комплекс скальной флоры |
| 13                                                                | Камень Шайтан | 20                       | Шалинский лесхоз. На левом берегу р. Чусовой, в селе Чусовое | Геоморфологический, ботанический памятник природы. Живописные известняковые скалы. Место религиозных обрядов древних манси |
| 14                                                                | Камень Могильный | 20                       | На правом берегу р. Чусовой, в селе Чусовое | Геоморфологический, ботанический памятник природы. Высокая известняковая скала. Комплекс скальной флоры |
| 15                                                                | Камень Пещерный | 10                       | На правом берегу р. Чусовой, в окрестностях д. Мартьяново | Геоморфологический, ботанический памятник природы. Высокая известняковая скала. Комплекс скальной флоры |
| 16                                                                | Камень Волегов (Гребни) | 25                       | Шалинский лесхоз. На правом берегу р. Чусовой | Геоморфологический, ботанический памятник природы. Две величественные известняковые скалы, сложенные слоями, высотой до 40 м. Комплекс скальной флоры |
| 17                                                                | Камень Игла | 5                        | Шалинский лесхоз. На левом берегу р. Чусовой | Геоморфологический, ботанический памятник природы. Скала оригинальной формы. Комплекс скальной флоры |
| 18                                                                | Камень Высокий | 20                       | Шалинский лесхоз. На правом берегу р. Чусовой в 11 км от п. Илим | Геоморфологический, ботанический памятник природы. Высокая (до 50 м), живописная известняковая скала с комплексом скальной флоры |
| 19                                                                | Камень Лебяжий | 20                       | Шалинский лесхоз. На правом берегу р. Чусовой в окрестностях п. Курья | Геоморфологический, ботанический, историко-литературный памятник природы. Красивый камень в виде ровной стены с комплексом скальной флоры. Упоминается в литературных произведениях                                                                         |
| 20                                                                | Камень Илимский | 20                       | Шалинский лесхоз. На левом берегу р. Чусовой в окрестностях п. Илим | Геоморфологический, ботанический памятник природы. Живописная скала в виде трещиноватой стены с комплексом скальной флоры |
| 21                                                                | Мартьяновская излучина (Чусовская петля с камнями: Палатка, Глухой, Малый Владычный, Большой Владычный, Баба-Яга, Переволочный | 350                      | Шалинский лесхоз, КСП Новая жизнь. В окрестностях д. Мартьяново, в долине р. Чусовой и устье р. Каменка | Ландшафтный, исторический памятник природы. Интересный природный объект – огромная (5 км) излучина реки Чусовой с живописными скалами в долине. Место нахождения окаменелостей. Комплекс скальной флоры. Место бывшего волока барж через перешеек           |